# نابرابری اقتصادی

نابرابری اقتصادی به معنای توزیع ناعادلانه منابع و فرصت‌ها در جامعه است که می‌تواند تأثیرات منفی عمیقی بر تاب‌آوری افراد و جوامع داشته باشد.در سطح فردی، افرادی که در شرایط اقتصادی نامساعد قرار دارند، ممکن است با محدودیت‌های بیشتری در دسترسی به آموزش، بهداشت و فرصت‌های شغلی مواجه شوند.این موضوع می‌تواند منجر به کاهش اعتماد به نفس، احساس ناامیدی و در نهایت آسیب‌پذیری بیشتر در برابر بحران‌ها شود.
نابرابری اقتصادی تفاوت موجود در معیارهای مختلف از نظر رفاه اقتصادی در میان افراد یک گروه، در میان گروه‌های موجود در یک جمعیت، یا در میان مردمان کشورها است. از نابرابری اقتصادی گاهی اوقات به نام نابرابری درآمد، نابرابری ثروت، یا شکاف ثروت یاد می‌شود. اقتصاددانان به‌طور کلی در نابرابری اقتصادی روی سه عامل ثروت، درآمد، و مصرف تمرکز می‌کنند. موضوع نابرابری اقتصادی مربوط به مفاهیم انصاف، برابری نتیجه، و برابری فرصت است.
نابرابری اقتصادی در بین جوامع در دوره‌های مختلف تاریخی و نیز در سیستم‌ها و ساختارهای اقتصادی مختلف، متفاوت است. این عوامل می‌توانند به توزیع مقطعی درآمد یا ثروت در هر دوره خاص یا به تغییرات درآمد و ثروت در دوره‌های بلند مدت اشاره کنند. شاخص‌های عددی مختلفی برای اندازه‌گیری نابرابری اقتصادی وجود دارد. یک شاخصی که به‌طور گسترده استفاده می‌شود ضریب جینی است اما روش‌های بسیار دیگری وجود دارد
تحقیقات نشان می‌دهد که نابرابری بیشتر باعث رشد طولانی مدت می‌شود

## اندازه‌گیری تجربی نابرابری
اولین مجموعه از آمارهای توزیع درآمد ایالات متحده دربرگیرنده دوره (۱۹۱۳–۴۸) در ۱۹۵۲ توسط سایمون کوزنتس منتشر شده‌است، سهم‌هایی از گروه‌های درآمدی بالا در درآمد و پس‌انداز. آن بر بازده‌های درآمد مالیاتی و تخمین‌های خود کوزنتس از درآمد ملی ایالات متحده، درآمد ملی تکیه کرده‌است. دیگرانی که مشارکت کردند در توسعه آمارهای دقیق توزیع درآمد در اوایل قرن ۲۰ جان وهیتفیلد کندریک در ایالات متحده، آرتور بولی و کالین کلارک در انگلستان و L. Dugé de Bernonville در فرانسه بودند.
اقتصاددانان به‌طور کلی سه معیار برای پراکندگی اقتصاد در نظر می‌گیرند: ثروت، درآمد و مصرف است. یک حرفه‌ای ماهر ممکن است ثروت کم و درآمدکم داشته باشد به عنوان دانشجو، ثروت کم و درآمد بالا در آغاز شغل، ثروت بالاودرآمد کم پس از شغل. ترجیحات مردم مشخص می‌کند که آیا آن‌ها بلافاصله درآمد را مصرف می‌کنند یا مصرف را تعویق می‌اندازند به آینده. تمایز همچنین در سطح اقتصاد مهم است:
- اقتصادهایی با نابرابری درآمد بالا و به‌طور نسبی نابرابری کم ثروت وجود دارد (مانند ژاپن و ایتالیا)[۲]
- اقتصادهای دارای نابرابری نسبتاً کم درآمد و نابرابری ثروت بالا (مانند سوئیس و دانمارک)[۲]

راه‌های مختلفی برای اندازه‌گیری نابرابری درآمد و نابرابری ثروت وجود دارد. گزینه‌های مختلف منجر به نتایج متفاوت می‌شود. سازمان همکاری اقتصادی و توسعه (OECD) داده‌ها را در هشت نوع زیر از نابرابری درآمدفراهم می‌کند:
- پراکندگی دستمزدهای ساعتی در میان گارگران تمام وقت (یا معادل تمام وقت)
  - پراکندگی دستمزد میان کارگران – به‌طور مثال دستمزد سالانه از جمله حقوق و دستمزد از کار پاره وقت یا کار در طول تنها بخشی از سال است.
  - نابرابری درآمدهای فردی در میان همه کارگران – شامل خود اشتغالی.
  - نابرابری درآمدهای فردی در میان کل جمعیت در سن کار – شامل کسانی که غیرفعال هستند، به عنوان مثال، دانش آموزان، بیکار، در اوایل بازنشستگان،
  - نابرابری درآمدهای خانوار -شامل درآمدهای همه اعضای خانوار است.
  - نابرابری درآمد قابل تصرف خانوار– شامل وجه نقد عمومی که انتقال پیدا می‌کند و مالیات‌هایی که به‌طور مستقیم پرداخت می‌شود.
  - نابرابری درآمد قابل تصرف تعدیل شده خانوار – شامل خدمات ارائه شده به‌طور عموم است.

چالش‌های بسیاری وجود دارد در مقایسه کردن داده‌ها بین اقتصادها یا در یک اقتصاد واحد در سال‌های مختلف. نمونه‌هایی از چالش‌ها عبارتند از:
- داده‌ها را می‌توان بر اساس مالیات مشترک زوج‌ها (به عنوان مثال فرانسه، آلمان، ایرلند، هلند، پرتغال و سوئیس) یا مالیات فردی (به عنوان مثال استرالیا، کانادا، ایتالیا، ژاپن، نیوزیلند و اسپانیا و انگلستان) بناکرد.[۹]
- مقامات مالیاتی به‌طور کلی تنها به جمع‌آوری اطلاعات بر درآمد به‌طور بالقوه مشمول مالیات است می‌پردازند.[۹]
- تعریف دقیق از درآمد ناخالص از کشور به کشور متفاوت است. تفاوت‌ها وجود دارد وقتی که به گنجاندن حقوق بازنشستگی و پس‌اندازهای دیگر، و منافع حاصل از بیمه سلامت تأمین شده گارگرمنجر می‌شود.[۹]
- تفاوت‌ها وقتی که می‌آید زیر اعلام درآمد و ثروت دربایگانی‌های مالیات.[۹]
- یک رویداد خاص مانند خروج از کسب و کار ممکن است منجر به درآمد بسیار بالا در یک سال اما درآمد بسیار پایین‌تر در سال‌های دیگر از عمر شخص است.[۹]
- درآمد و ثروت بالا در کشورهای غیر غربی دریافت یا نگه داشته شده‌است از طریق بازار سیاه و فعالیت‌های زیرزمینی مانند فعالیت‌های ثبت نشده، ترتیبات مالکیت غیررسمی، غیره.[۱۰]

## اندازه‌گیری
در یک مطالعه ۲۰۱۱: چرا نابرابری افزایش پیدا می‌کند توسط سازمان همکاری و توسعه اقتصادی (OECD) نابرابری اقتصادی در کشورهای OECD مورد بررسی قرار گرفته‌است که شامل عوامل زیر است:
- تغییرات در ساختار خانوارهاها می‌تواند نقش مهمی بازی کند. خانوارهای تک سرپرست در کشورهای OECD از به‌طور متوسط ۱۵ درصد در اواخر دهه ۱۹۸۰ به ۲۰ درصد در اواسط هه ۲۰۰۰ افزایش یافته‌است و نابرابری بالاتر را نتیجه می‌دهد.
- جفت جویی به این پدیده از ازدواج مردم با افرادی که با یکدیگر که دارای پس زمینه مشابه هستند اشاره می‌کندبه عنوان مثال پزشکان با پزشکان ازدواج می‌کنند به جای پرستاران. OECD، چهل درصد از زوج‌هایی که در آن هر دو طرف کار متعلق به دهک‌های درآمدی همسایه یا یکسان هستند در مقایسه با ۳۳٪ از ۲۰ سال قبل، یافته‌است.[۹]
- درصدک‌های پایین تعداد ساعت کار کاهش یافته‌است.[۹]
- دلیل اصلی برای افزایش نابرابری به تفاوت بین تقاضا و عرضه مهارت‌ها برمیگردد.[۹]
- نابرابری درآمد در کشورهای OECD در بالاترین سطح خودش برای نیم قرن گذشته‌است. نسبت ۱۰٪پایین به ۱۰٪ بالا از ۱:۷ تا ۱:۹ در ۲۵ سال افزایش یافته‌است.[۹]
- نشانه‌های آزمایشی ازهمگرایی احتمالی سطوح نابرابری به یک سطح مشترک و بالاتر به‌طور متوسط در سراسر کشورهای OECD وجود دارد.[۹]
- با استثنائات بسیار کمی (فرانسه و ژاپن و اسپانیا) ۱۰٪ از دستمزدهای بالا پرداخت شده کارگران نسبت به ۱۰٪ دستمزدهای پایین پرداخت شده، افزایش یافته‌است.[۹]

### توزیع ثروت در کشورهای فردی
| Country                        | Adults Thousands | Mean wealth per adult USD | Median wealth per adult USD | Distribution of adults (%) by wealth range (USD) | Distribution of adults (%) by wealth range (USD) | Distribution of adults (%) by wealth range (USD) | Distribution of adults (%) by wealth range (USD) | Distribution of adults (%) by wealth range (USD) | Gini % |
| Country                        | Adults Thousands | Mean wealth per adult USD | Median wealth per adult USD | under 10K                                        | 10K – 100K                                       | 100K – 1M                                        | > 1M                                             | Total                                            | Gini % |
| ------------------------------ | ---------------- | ------------------------- | --------------------------- | ------------------------------------------------ | ------------------------------------------------ | ------------------------------------------------ | ------------------------------------------------ | ------------------------------------------------ | ------ |
| Denmark                        | ۴٬۱۹۰            | ۲۵۵٬۰۶۶                   | ۵۷٬۶۷۵                      | ۴۰                                               | ۱۷                                               | ۳۸                                               | ۶                                                | ۱۰۰                                              | ۱۰۸    |
| Russian Federation             | ۱۱۰٬۳۶۵          | ۱۰٬۹۷۶                    | ۸۷۱                         | ۹۴                                               | ۶                                                | ۱                                                | <۱                                               | ۱۰۰                                              | ۹۳     |
| Ukraine                        | ۳۵٬۹۱۲           | ۳٬۴۱۳                     | ۴۱۹                         | ۹۷                                               | ۲                                                | <۱                                               | ۰                                                | ۱۰۰                                              | ۹۰     |
| Kazakhstan                     | ۱۰٬۹۵۸           | ۷٬۱۶۱                     | ۱٬۱۷۶                       | ۹۳                                               | ۶                                                | ۱                                                | <۱                                               | ۱۰۰                                              | ۸۷     |
| Lebanon                        | ۲٬۹۵۳            | ۳۰٬۸۶۸                    | ۶٬۰۷۶                       | ۶۷                                               | ۳۰                                               | ۳                                                | <۱                                               | ۱۰۰                                              | ۸۶     |
| United States of America       | ۲۳۹٬۲۷۹          | ۳۰۱٬۱۴۰                   | ۴۴٬۹۱۱                      | ۳۱                                               | ۳۳                                               | ۳۱                                               | ۶                                                | ۱۰۰                                              | ۸۵     |
| Zimbabwe                       | ۶٬۶۹۰            | ۲٬۹۱۳                     | ۴۷۹                         | ۹۴                                               | ۶                                                | <۱                                               | ۰                                                | ۱۰۰                                              | ۸۴     |
| Turkey                         | ۵۱٬۶۸۷           | ۲۵٬۹۰۹                    | ۵٬۳۲۶                       | ۶۷                                               | ۳۰                                               | ۳                                                | <۱                                               | ۱۰۰                                              | ۸۴     |
| South Africa                   | ۳۱٬۰۳۴           | ۱۹٬۶۱۳                    | ۳٬۰۵۱                       | ۷۲                                               | ۲۵                                               | ۳                                                | <۱                                               | ۱۰۰                                              | ۸۴     |
| Hong Kong, China               | ۶٬۰۵۲            | ۱۵۳٬۳۱۲                   | ۳۲٬۳۸۴                      | ۳۰                                               | ۵۰                                               | ۱۸                                               | ۲                                                | ۱۰۰                                              | ۸۳     |
| Philippines                    | ۵۶٬۷۳۰           | ۸٬۷۹۹                     | ۱٬۸۴۹                       | ۸۸                                               | ۱۱                                               | ۱                                                | ۰                                                | ۱۰۰                                              | ۸۳     |
| Indonesia                      | ۱۵۷٬۸۶۹          | ۱۱٬۸۳۹                    | ۲٬۳۹۳                       | ۸۱                                               | ۱۸                                               | ۱                                                | <۱                                               | ۱۰۰                                              | ۸۳     |
| Thailand                       | ۴۹٬۶۴۲           | ۷٬۷۷۲                     | ۱٬۸۵۵                       | ۹۱                                               | ۹                                                | ۱                                                | ۰                                                | ۱۰۰                                              | ۸۳     |
| Venezuela                      | ۱۸٬۹۹۱           | ۶٬۹۰۰                     | ۱٬۵۰۵                       | ۹۱                                               | ۹                                                | ۱                                                | ۰                                                | ۱۰۰                                              | ۸۳     |
| Brazil                         | ۱۳۵٬۳۸۵          | ۲۳٬۲۷۸                    | ۵٬۱۱۷                       | ۶۷                                               | ۳۱                                               | ۳                                                | <۱                                               | ۱۰۰                                              | ۸۲     |
| Malaysia                       | ۱۸٬۳۸۲           | ۲۷٬۰۰۷                    | ۵٬۸۳۱                       | ۶۱                                               | ۳۵                                               | ۳                                                | <۱                                               | ۱۰۰                                              | ۸۲     |
| Chile                          | ۱۲٬۴۶۱           | ۴۹٬۰۳۲                    | ۱۱٬۷۴۲                      | ۴۵                                               | ۴۸                                               | ۷                                                | <۱                                               | ۱۰۰                                              | ۸۱     |
| India                          | ۷۶۷٬۶۱۲          | ۴٬۷۰۶                     | ۱٬۰۴۰                       | ۹۴                                               | ۵                                                | <۱                                               | ۰                                                | ۱۰۰                                              | ۸۱     |
| Switzerland                    | ۶٬۱۰۱            | ۵۱۲٬۵۶۲                   | ۹۵٬۹۱۶                      | ۵                                                | ۴۶                                               | ۳۹                                               | ۱۰                                               | ۱۰۰                                              | ۸۱     |
| Sweden                         | ۷٬۲۹۹            | ۲۹۹٬۴۴۱                   | ۵۲٬۶۷۷                      | ۱۶                                               | ۴۸                                               | ۲۹                                               | ۷                                                | ۱۰۰                                              | ۸۰     |
| Egypt                          | ۵۲٬۷۱۰           | ۷٬۲۸۵                     | ۱٬۸۵۲                       | ۹۰                                               | ۹                                                | ۱                                                | ۰                                                | ۱۰۰                                              | ۸۰     |
| Nigeria                        | ۸۰٬۴۶۲           | ۳٬۶۲۰                     | ۸۹۴                         | ۹۵                                               | ۵                                                | <۱                                               | ۰                                                | ۱۰۰                                              | ۸۰     |
| Colombia                       | ۳۰٬۴۶۴           | ۲۶٬۲۲۲                    | ۶٬۲۲۸                       | ۶۰                                               | ۳۶                                               | ۴                                                | <۱                                               | ۱۰۰                                              | ۸۰     |
| Seychelles                     | ۵۴               | ۶۰٬۰۰۳                    | ۱۴٬۶۱۷                      | ۴۰                                               | ۵۰                                               | ۹                                                | ۱                                                | ۱۰۰                                              | ۸۰     |
| Argentina                      | ۲۸٬۲۶۵           | ۱۵٬۶۳۸                    | ۴٬۰۳۲                       | ۷۲                                               | ۲۶                                               | ۲                                                | <۱                                               | ۱۰۰                                              | ۸۰     |
| Saudi Arabia                   | ۱۶٬۶۹۴           | ۳۷٬۳۴۶                    | ۹٬۷۷۲                       | ۵۳                                               | ۴۱                                               | ۵                                                | <۱                                               | ۱۰۰                                              | ۷۹     |
| Namibia                        | ۱٬۲۵۶            | ۱۹٬۸۹۹                    | ۴٬۵۳۱                       | ۶۸                                               | ۲۸                                               | ۴                                                | <۱                                               | ۱۰۰                                              | ۷۹     |
| Israel                         | ۴٬۹۴۷            | ۱۳۷٬۳۵۱                   | ۳۸٬۱۶۴                      | ۳۰                                               | ۴۵                                               | ۲۳                                               | ۲                                                | ۱۰۰                                              | ۷۹     |
| Comoros                        | ۳۸۸              | ۲٬۸۷۲                     | ۶۷۰                         | ۹۴                                               | ۶                                                | <۱                                               | ۰                                                | ۱۰۰                                              | ۷۹     |
| Cyprus                         | ۶۹۴              | ۱۱۹٬۵۶۸                   | ۳۴٬۸۷۴                      | ۲۴                                               | ۵۶                                               | ۱۹                                               | ۱                                                | ۱۰۰                                              | ۷۸     |
| Mexico                         | ۷۳٬۳۸۰           | ۳۵٬۸۷۲                    | ۹٬۷۱۸                       | ۵۴                                               | ۴۱                                               | ۶                                                | <۱                                               | ۱۰۰                                              | ۷۸     |
| Norway                         | ۳٬۷۳۳            | ۳۸۰٬۴۷۳                   | ۹۲٬۸۵۹                      | ۱۹                                               | ۳۳                                               | ۴۱                                               | ۸                                                | ۱۰۰                                              | ۷۸     |
| Austria                        | ۶٬۷۶۱            | ۲۰۳٬۹۳۱                   | ۵۷٬۴۵۰                      | ۲۸                                               | ۳۲                                               | ۳۷                                               | ۳                                                | ۱۰۰                                              | ۷۸     |
| Libya                          | ۴٬۲۹۱            | ۲۸٬۳۹۷                    | ۶٬۵۶۳                       | ۵۸                                               | ۳۶                                               | ۶                                                | <۱                                               | ۱۰۰                                              | ۷۸     |
| Botswana                       | ۱٬۱۸۱            | ۱۰٬۳۴۸                    | ۲٬۶۴۹                       | ۸۱                                               | ۱۸                                               | ۱                                                | ۰                                                | ۱۰۰                                              | ۷۷     |
| Germany                        | ۶۷٬۰۶۸           | ۱۹۲٬۲۳۲                   | ۴۹٬۳۷۰                      | ۲۹                                               | ۳۳                                               | ۳۵                                               | ۳                                                | ۱۰۰                                              | ۷۷     |
| Haiti                          | ۵٬۸۱۳            | ۳٬۵۳۲                     | ۹۶۰                         | ۹۲                                               | ۸                                                | <۱                                               | ۰                                                | ۱۰۰                                              | ۷۶     |
| Angola                         | ۹٬۲۷۳            | ۱۴٬۷۰۸                    | ۳٬۹۳۴                       | ۶۹                                               | ۲۹                                               | ۲                                                | ۰                                                | ۱۰۰                                              | ۷۶     |
| Central African Republic       | ۲٬۳۷۰            | ۸۰۰                       | ۲۴۱                         | ۹۹                                               | ۱                                                | ۰                                                | ۰                                                | ۱۰۰                                              | ۷۵     |
| Bolivia                        | ۵٬۸۰۰            | ۴٬۶۰۴                     | ۱٬۳۶۸                       | ۸۹                                               | ۱۰                                               | <۱                                               | ۰                                                | ۱۰۰                                              | ۷۴     |
| Zambia                         | ۶٬۱۵۱            | ۱٬۸۱۷                     | ۵۴۸                         | ۹۷                                               | ۳                                                | ۰                                                | ۰                                                | ۱۰۰                                              | ۷۴     |
| Czech Republic                 | ۸٬۴۳۷            | ۴۴٬۹۷۵                    | ۱۵٬۵۴۱                      | ۴۰                                               | ۵۳                                               | ۶                                                | <۱                                               | ۱۰۰                                              | ۷۴     |
| Singapore                      | ۳٬۹۵۵            | ۲۸۱٬۷۶۴                   | ۹۰٬۴۶۶                      | ۲۰                                               | ۳۴                                               | ۴۱                                               | ۴                                                | ۱۰۰                                              | ۷۴     |
| Kuwait                         | ۲٬۲۹۱            | ۱۱۹٬۱۰۱                   | ۴۲٬۸۹۷                      | ۲۲                                               | ۵۶                                               | ۲۲                                               | ۱                                                | ۱۰۰                                              | ۷۴     |
| Poland                         | ۳۰٬۲۵۵           | ۲۶٬۰۵۶                    | ۹٬۱۰۹                       | ۵۵                                               | ۴۲                                               | ۳                                                | <۱                                               | ۱۰۰                                              | ۷۴     |
| Taiwan                         | ۱۸٬۳۵۹           | ۱۵۱٬۷۵۲                   | ۵۳٬۳۳۶                      | ۲۳                                               | ۴۵                                               | ۳۱                                               | ۲                                                | ۱۰۰                                              | ۷۴     |
| Netherlands                    | ۱۲٬۹۱۴           | ۱۸۵٬۵۸۸                   | ۸۳٬۶۳۱                      | ۲۳                                               | ۳۱                                               | ۴۴                                               | ۲                                                | ۱۰۰                                              | ۷۳     |
| Belize                         | ۱۸۸              | ۹٬۹۹۸                     | ۳٬۱۳۰                       | ۷۶                                               | ۲۳                                               | ۱                                                | ۰                                                | ۱۰۰                                              | ۷۳     |
| Suriname                       | ۳۴۴              | ۱۴٬۲۵۰                    | ۴٬۵۴۴                       | ۶۹                                               | ۳۰                                               | ۲                                                | ۰                                                | ۱۰۰                                              | ۷۳     |
| Nicaragua                      | ۳٬۴۲۴            | ۳٬۴۳۲                     | ۱٬۱۴۷                       | ۹۳                                               | ۷                                                | <۱                                               | ۰                                                | ۱۰۰                                              | ۷۳     |
| Romania                        | ۱۶٬۶۹۲           | ۱۴٬۰۴۴                    | ۵٬۱۳۷                       | ۶۹                                               | ۲۹                                               | ۱                                                | <۱                                               | ۱۰۰                                              | ۷۳     |
| Lesotho                        | ۱٬۰۷۹            | ۳٬۴۵۷                     | ۱٬۱۰۵                       | ۹۲                                               | ۸                                                | <۱                                               | ۰                                                | ۱۰۰                                              | ۷۳     |
| Paraguay                       | ۳٬۹۱۰            | ۱۰٬۹۳۴                    | ۳٬۷۲۶                       | ۷۳                                               | ۲۶                                               | ۱                                                | ۰                                                | ۱۰۰                                              | ۷۳     |
| Swaziland                      | ۶۲۸              | ۴٬۳۶۰                     | ۱٬۳۹۳                       | ۹۰                                               | ۱۰                                               | <۱                                               | ۰                                                | ۱۰۰                                              | ۷۳     |
| Panama                         | ۲٬۳۲۲            | ۲۲٬۲۹۲                    | ۷٬۵۰۹                       | ۵۷                                               | ۳۹                                               | ۴                                                | ۰                                                | ۱۰۰                                              | ۷۳     |
| Rwanda                         | ۵٬۳۰۶            | ۷۲۳                       | ۲۴۵                         | ۹۹                                               | ۱                                                | ۰                                                | ۰                                                | ۱۰۰                                              | ۷۳     |
| Sao Tome and Principe          | ۸۶               | ۲٬۷۲۱                     | ۹۵۹                         | ۹۴                                               | ۶                                                | <۱                                               | ۰                                                | ۱۰۰                                              | ۷۳     |
| Canada                         | ۲۷٬۱۷۳           | ۲۵۱٬۰۳۴                   | ۹۰٬۲۵۲                      | ۳۰                                               | ۲۲                                               | ۴۵                                               | ۴                                                | ۱۰۰                                              | ۷۳     |
| Korea                          | ۳۸٬۳۵۰           | ۷۹٬۴۷۵                    | ۳۰٬۹۳۸                      | ۲۵                                               | ۶۰                                               | ۱۵                                               | ۱                                                | ۱۰۰                                              | ۷۳     |
| Papua New Guinea               | ۳٬۷۵۲            | ۸٬۴۷۰                     | ۲٬۸۲۱                       | ۸۱                                               | ۱۸                                               | ۱                                                | ۰                                                | ۱۰۰                                              | ۷۲     |
| Cape Verde                     | ۲۹۵              | ۱۶٬۳۱۳                    | ۵٬۴۷۸                       | ۶۵                                               | ۳۳                                               | ۳                                                | ۰                                                | ۱۰۰                                              | ۷۲     |
| Antigua and Barbuda            | ۶۳               | ۱۹٬۰۱۱                    | ۶٬۲۸۱                       | ۵۹                                               | ۳۸                                               | ۳                                                | ۰                                                | ۱۰۰                                              | ۷۲     |
| Costa Rica                     | ۳٬۲۴۶            | ۲۸٬۱۲۴                    | ۹٬۵۳۲                       | ۵۴                                               | ۴۰                                               | ۶                                                | <۱                                               | ۱۰۰                                              | ۷۲     |
| Dominica                       | ۵۰               | ۲۴٬۰۸۶                    | ۸٬۳۴۹                       | ۵۵                                               | ۴۰                                               | ۵                                                | <۱                                               | ۱۰۰                                              | ۷۲     |
| St. Kitts and Nevis            | ۳۴               | ۲۳٬۶۱۳                    | ۸٬۱۸۵                       | ۵۶                                               | ۳۹                                               | ۵                                                | <۱                                               | ۱۰۰                                              | ۷۲     |
| St. Vincent and the Grenadines | ۷۱               | ۱۰٬۱۹۶                    | ۳٬۴۹۲                       | ۷۴                                               | ۲۵                                               | ۱                                                | ۰                                                | ۱۰۰                                              | ۷۲     |
| Grenada                        | ۶۷               | ۱۴٬۴۷۳                    | ۵٬۰۱۷                       | ۶۸                                               | ۳۲                                               | ۲                                                | ۰                                                | ۱۰۰                                              | ۷۲     |
| New Zealand                    | ۳٬۲۳۴            | ۱۸۲٬۵۴۸                   | ۷۶٬۶۰۷                      | ۲۶                                               | ۳۴                                               | ۳۸                                               | ۲                                                | ۱۰۰                                              | ۷۲     |
| Ecuador                        | ۸٬۷۲۳            | ۱۲٬۳۵۰                    | ۴٬۴۰۳                       | ۷۰                                               | ۲۹                                               | ۱                                                | ۰                                                | ۱۰۰                                              | ۷۱     |
| El Salvador                    | ۳٬۷۳۸            | ۱۲٬۰۳۹                    | ۴٬۴۸۳                       | ۷۰                                               | ۲۹                                               | ۱                                                | ۰                                                | ۱۰۰                                              | ۷۱     |
| Ireland                        | ۳٬۴۸۸            | ۱۸۳٬۸۰۴                   | ۷۵٬۵۷۳                      | ۲۱                                               | ۳۷                                               | ۴۰                                               | ۲                                                | ۱۰۰                                              | ۷۱     |
| Kenya                          | ۲۰٬۷۵۷           | ۲٬۸۴۳                     | ۱٬۰۴۹                       | ۹۴                                               | ۶                                                | <۱                                               | ۰                                                | ۱۰۰                                              | ۷۱     |
| Oman                           | ۱٬۸۷۲            | ۴۸٬۴۱۵                    | ۱۸٬۱۵۲                      | ۴۰                                               | ۴۸                                               | ۱۲                                               | <۱                                               | ۱۰۰                                              | ۷۱     |
| Peru                           | ۱۸٬۸۶۵           | ۱۸٬۲۲۷                    | ۶٬۷۰۵                       | ۵۹                                               | ۳۹                                               | ۳                                                | ۰                                                | ۱۰۰                                              | ۷۱     |
| Gambia                         | ۹۰۸              | ۸۶۴                       | ۳۲۴                         | ۹۹                                               | ۹                                                | ۰                                                | ۰                                                | ۱۰۰                                              | ۷۱     |
| Congo-Brazzaville              | ۲٬۰۲۴            | ۳٬۸۹۲                     | ۱٬۴۲۰                       | ۹۱                                               | ۹                                                | <۱                                               | ۰                                                | ۱۰۰                                              | ۷۱     |
| United Arab Emirates           | ۳٬۷۷۷            | ۱۲۶٬۷۹۱                   | ۵۱٬۸۸۲                      | ۲۰                                               | ۵۱                                               | ۲۸                                               | ۱                                                | ۱۰۰                                              | ۷۱     |
| Qatar                          | ۱٬۲۷۸            | ۱۵۳٬۲۹۴                   | ۵۸٬۲۳۷                      | ۲۵                                               | ۳۸                                               | ۳۵                                               | ۲                                                | ۱۰۰                                              | ۷۱     |
| Portugal                       | ۸٬۶۱۴            | ۸۹٬۰۷۴                    | ۳۸٬۸۴۶                      | ۲۶                                               | ۵۵                                               | ۱۹                                               | ۱                                                | ۱۰۰                                              | ۷۰     |
| Mozambique                     | ۱۱٬۴۴۱           | ۸۱۱                       | ۳۱۳                         | ۹۹                                               | ۱                                                | ۰                                                | ۰                                                | ۱۰۰                                              | ۷۰     |
| Jamaica                        | ۱٬۷۱۹            | ۱۱٬۴۰۱                    | ۴٬۳۹۳                       | ۷۰                                               | ۲۹                                               | ۱                                                | ۰                                                | ۱۰۰                                              | ۷۰     |
| Uruguay                        | ۲٬۴۰۰            | ۴۷٬۰۰۲                    | ۱۷٬۹۹۸                      | ۴۰                                               | ۴۸                                               | ۱۲                                               | <۱                                               | ۱۰۰                                              | ۷۰     |
| Uganda                         | ۱۵٬۱۰۷           | ۷۵۰                       | ۲۹۴                         | ۹۹                                               | ۱                                                | ۰                                                | ۰                                                | ۱۰۰                                              | ۷۰     |
| DR Congo                       | ۳۱٬۸۵۴           | ۳۲۱                       | ۱۲۴                         | ۱۰۰                                              | <۱                                               | ۰                                                | ۰                                                | ۱۰۰                                              | ۷۰     |
| China                          | ۹۹۸٬۲۵۴          | ۲۲٬۲۳۰                    | ۸٬۰۲۳                       | ۵۸                                               | ۳۹                                               | ۲                                                | <۱                                               | ۱۰۰                                              | ۷۰     |
| Madagascar                     | ۱۰٬۳۵۹           | ۴۴۸                       | ۱۷۷                         | ۱۰۰                                              | <۱                                               | ۰                                                | ۰                                                | ۱۰۰                                              | ۶۹     |
| Guyana                         | ۴۷۴              | ۳٬۸۰۱                     | ۱٬۵۰۶                       | ۹۲                                               | ۸                                                | <۱                                               | ۰                                                | ۱۰۰                                              | ۶۹     |
| Fiji                           | ۵۲۳              | ۶٬۴۷۳                     | ۲٬۶۳۰                       | ۸۵                                               | ۱۵                                               | <۱                                               | ۰                                                | ۱۰۰                                              | ۶۹     |
| France                         | ۴۸٬۱۲۴           | ۲۹۵٬۹۳۳                   | ۱۴۱٬۸۵۰                     | ۲۲                                               | ۲۳                                               | ۵۱                                               | ۵                                                | ۱۰۰                                              | ۶۹     |
| Barbados                       | ۲۰۰              | ۲۲٬۲۸۹                    | ۸٬۱۰۸                       | ۵۵                                               | ۴۲                                               | ۴                                                | ۰                                                | ۱۰۰                                              | ۶۹     |
| Eritrea                        | ۲٬۷۸۱            | ۲٬۱۲۵                     | ۸۷۵                         | ۹۶                                               | ۴                                                | ۰                                                | ۰                                                | ۱۰۰                                              | ۶۹     |
| Macedonia                      | ۱٬۵۶۱            | ۱۱٬۵۴۳                    | ۴٬۷۴۳                       | ۶۹                                               | ۳۰                                               | ۱                                                | ۰                                                | ۱۰۰                                              | ۶۹     |
| Sierra Leone                   | ۲٬۸۹۷            | ۶۸۱                       | ۲۷۳                         | ۱۰۰                                              | <۱                                               | ۰                                                | ۰                                                | ۱۰۰                                              | ۶۹     |
| Ghana                          | ۱۳٬۵۰۱           | ۱٬۸۱۱                     | ۷۴۳                         | ۹۹                                               | ۲                                                | ۰                                                | ۰                                                | ۱۰۰                                              | ۶۹     |
| St. Lucia                      | ۱۱۹              | ۱۳٬۰۸۷                    | ۵٬۲۹۶                       | ۶۶                                               | ۳۳                                               | ۱                                                | ۰                                                | ۱۰۰                                              | ۶۹     |
| Tunisia                        | ۷٬۴۵۲            | ۲۱٬۰۸۴                    | ۸٬۸۲۳                       | ۵۵                                               | ۴۲                                               | ۴                                                | ۰                                                | ۱۰۰                                              | ۶۸     |
| Gabon                          | ۸۶۹              | ۲۱٬۸۶۰                    | ۹٬۲۴۰                       | ۵۵                                               | ۴۱                                               | ۴                                                | ۰                                                | ۱۰۰                                              | ۶۸     |
| Solomon Islands                | ۲۹۸              | ۹٬۸۶۸                     | ۴٬۲۶۱                       | ۷۴                                               | ۲۵                                               | ۱                                                | ۰                                                | ۱۰۰                                              | ۶۸     |
| Morocco                        | ۲۱٬۳۵۵           | ۱۱٬۳۹۸                    | ۴٬۷۵۰                       | ۷۰                                               | ۲۹                                               | ۱                                                | ۰                                                | ۱۰۰                                              | ۶۸     |
| Côte d'Ivoire                  | ۱۱٬۵۰۱           | ۲٬۶۴۰                     | ۱٬۱۰۴                       | ۹۵                                               | ۵                                                | <۱                                               | ۰                                                | ۱۰۰                                              | ۶۸     |
| Sri Lanka                      | ۱۴٬۳۲۶           | ۵٬۰۳۳                     | ۲٬۱۰۱                       | ۸۸                                               | ۱۲                                               | <۱                                               | ۰                                                | ۱۰۰                                              | ۶۸     |
| Turkmenistan                   | ۳٬۳۵۲            | ۳۶٬۵۷۰                    | ۱۵٬۳۰۵                      | ۴۰                                               | ۵۲                                               | ۸                                                | <۱                                               | ۱۰۰                                              | ۶۸     |
| Georgia                        | ۳٬۱۷۲            | ۲۱٬۶۴۰                    | ۹٬۱۷۸                       | ۵۵                                               | ۴۲                                               | ۴                                                | ۰                                                | ۱۰۰                                              | ۶۸     |
| Togo                           | ۳٬۶۹۳            | ۲٬۴۵۰                     | ۱٬۰۴۹                       | ۹۶                                               | ۴                                                | ۰                                                | ۰                                                | ۱۰۰                                              | ۶۸     |
| United Kingdom                 | ۴۸٬۲۲۰           | ۲۴۳٬۵۷۰                   | ۱۱۱٬۵۲۴                     | ۱۸                                               | ۲۹                                               | ۵۰                                               | ۳                                                | ۱۰۰                                              | ۶۸     |
| موریتانی                       | ۱٬۸۳۲            | ۱٬۹۶۷                     | ۸۶۵                         | ۹۷                                               | ۳                                                | ۰                                                | ۰                                                | ۱۰۰                                              | ۶۸     |
| Burkina Faso                   | ۷٬۷۲۱            | ۱٬۲۷۳                     | ۵۴۳                         | ۹۹                                               | ۱                                                | ۰                                                | ۰                                                | ۱۰۰                                              | ۶۸     |
| Djibouti                       | ۵۰۸              | ۳٬۴۶۵                     | ۱٬۴۸۸                       | ۹۳                                               | ۷                                                | <۱                                               | ۰                                                | ۱۰۰                                              | ۶۸     |
| Chad                           | ۵٬۴۸۵            | ۱٬۱۳۱                     | ۴۸۳                         | ۹۹                                               | ۱                                                | ۰                                                | ۰                                                | ۱۰۰                                              | ۶۸     |
| Trinidad and Tobago            | ۹۸۷              | ۱۵٬۰۸۸                    | ۶٬۴۵۹                       | ۶۰                                               | ۳۰                                               | ۲                                                | ۰                                                | ۱۰۰                                              | ۶۷     |
| Malawi                         | ۷٬۴۱۷            | ۲۰۷                       | ۸۹                          | ۱۰۰                                              | ۰                                                | ۰                                                | ۰                                                | ۱۰۰                                              | ۶۷     |
| Guinea                         | ۵٬۳۰۱            | ۸۸۲                       | ۳۸۰                         | ۹۹                                               | ۱                                                | ۰                                                | ۰                                                | ۱۰۰                                              | ۶۷     |
| Iceland                        | ۲۵۳              | ۲۱۱٬۵۹۲                   | ۱۰۴٬۷۳۳                     | ۲۰                                               | ۳۰                                               | ۴۷                                               | ۳                                                | ۱۰۰                                              | ۶۷     |
| Tonga                          | ۵۴               | ۱۵٬۹۰۵                    | ۷٬۲۱۷                       | ۵۹                                               | ۴۰                                               | ۲                                                | ۰                                                | ۱۰۰                                              | ۶۷     |
| Senegal                        | ۶٬۴۲۳            | ۲٬۵۹۷                     | ۱٬۱۲۵                       | ۹۵                                               | ۵                                                | ۰                                                | ۰                                                | ۱۰۰                                              | ۶۷     |
| Cameroon                       | ۱۰٬۴۵۹           | ۲٬۶۰۳                     | ۱٬۱۱۵                       | ۹۵                                               | ۵                                                | ۰                                                | ۰                                                | ۱۰۰                                              | ۶۷     |
| Vanuatu                        | ۱۳۸              | ۶٬۰۶۸                     | ۲٬۷۵۳                       | ۸۵                                               | ۱۵                                               | <۱                                               | ۰                                                | ۱۰۰                                              | ۶۷     |
| Benin                          | ۴٬۷۳۳            | ۳٬۱۸۷                     | ۱٬۳۹۸                       | ۹۴                                               | ۶                                                | <۱                                               | ۰                                                | ۱۰۰                                              | ۶۷     |
| Samoa                          | ۹۲               | ۳۴٬۵۳۷                    | ۱۵٬۱۳۲                      | ۴۰                                               | ۵۳                                               | ۷                                                | <۱                                               | ۱۰۰                                              | ۶۷     |
| Cambodia                       | ۹٬۱۵۱            | ۲٬۶۴۴                     | ۱٬۱۵۵                       | ۹۵                                               | ۵                                                | ۰                                                | ۰                                                | ۱۰۰                                              | ۶۷     |
| Yemen                          | ۱۲٬۱۹۲           | ۴٬۹۵۱                     | ۲٬۱۹۳                       | ۸۸                                               | ۱۲                                               | <۱                                               | ۰                                                | ۱۰۰                                              | ۶۷     |
| Iran                           | ۵۳٬۲۷۰           | ۸٬۷۲۷                     | ۳٬۸۴۶                       | ۷۵                                               | ۲۴                                               | ۱                                                | ۰                                                | ۱۰۰                                              | ۶۷     |
| Liberia                        | ۲٬۱۱۸            | ۲٬۱۷۳                     | ۹۸۷                         | ۹۷                                               | ۴                                                | ۰                                                | ۰                                                | ۱۰۰                                              | ۶۷     |
| Tanzania                       | ۲۲٬۰۳۸           | ۹۵۱                       | ۴۲۳                         | ۹۹                                               | ۱                                                | ۰                                                | ۰                                                | ۱۰۰                                              | ۶۷     |
| Laos                           | ۳٬۶۱۸            | ۵٬۳۹۳                     | ۲٬۴۱۱                       | ۸۷                                               | ۱۳                                               | <۱                                               | ۰                                                | ۱۰۰                                              | ۶۷     |
| Lithuania                      | ۲٬۵۳۷            | ۲۳٬۴۱۱                    | ۱۰٬۶۳۵                      | ۴۸                                               | ۴۹                                               | ۴                                                | ۰                                                | ۱۰۰                                              | ۶۷     |
| Myanmar                        | ۳۴٬۱۸۰           | ۲٬۲۱۴                     | ۹۴۱                         | ۹۷                                               | ۳                                                | ۰                                                | ۰                                                | ۱۰۰                                              | ۶۶     |
| Finland                        | ۴٬۱۹۵            | ۱۷۱٬۸۲۱                   | ۹۵٬۰۹۵                      | ۲۹                                               | ۲۲                                               | ۴۷                                               | ۲                                                | ۱۰۰                                              | ۶۶     |
| Maldives                       | ۲۱۰              | ۵٬۵۵۶                     | ۲٬۴۸۰                       | ۸۵                                               | ۱۵                                               | <۱                                               | ۰                                                | ۱۰۰                                              | ۶۶     |
| Bahamas                        | ۲۴۲              | ۴۱٬۱۰۶                    | ۱۷٬۸۴۲                      | ۳۵                                               | ۵۶                                               | ۹                                                | <۱                                               | ۱۰۰                                              | ۶۶     |
| Spain                          | ۳۷٬۲۰۶           | ۱۲۳٬۹۹۷                   | ۶۳٬۳۰۶                      | ۱۷                                               | ۵۲                                               | ۲۹                                               | ۱                                                | ۱۰۰                                              | ۶۶     |
| Mongolia                       | ۱٬۸۵۵            | ۱۴٬۲۱۴                    | ۶٬۴۳۳                       | ۶۱                                               | ۳۸                                               | ۱                                                | ۰                                                | ۱۰۰                                              | ۶۶     |
| Syrian Arab Republic           | ۱۳٬۳۵۲           | ۷٬۰۷۳                     | ۳٬۱۹۸                       | ۸۳                                               | ۱۷                                               | <۱                                               | ۰                                                | ۱۰۰                                              | ۶۶     |
| Latvia                         | ۱٬۷۸۷            | ۲۴٬۲۸۵                    | ۱۱٬۳۳۸                      | ۴۵                                               | ۵۱                                               | ۴                                                | ۰                                                | ۱۰۰                                              | ۶۶     |
| Greece                         | ۹٬۱۰۵            | ۱۰۲٬۹۷۱                   | ۵۳٬۹۳۷                      | ۲۰                                               | ۵۴                                               | ۲۵                                               | ۱                                                | ۱۰۰                                              | ۶۹     |
| Jordan                         | ۳٬۸۵۸            | ۱۴٬۳۶۴                    | ۶٬۵۸۹                       | ۶۰                                               | ۳۸                                               | ۱                                                | ۰                                                | ۱۰۰                                              | ۶۵     |
| Kyrgyz Republic                | ۳٬۵۶۸            | ۵٬۳۸۵                     | ۲٬۴۳۲                       | ۸۶                                               | ۱۴                                               | <۱                                               | ۰                                                | ۱۰۰                                              | ۶۶     |
| Viet Nam                       | ۶۱٬۷۶۵           | ۴٬۸۵۷                     | ۲٬۲۱۵                       | ۸۸                                               | ۱۲                                               | <۱                                               | ۰                                                | ۱۰۰                                              | ۶۶     |
| West Bank and Gaza             | ۱٬۷۳۹            | ۸٬۹۷۹                     | ۴٬۲۰۰                       | ۷۳                                               | ۲۶                                               | ۱                                                | ۰                                                | ۱۰۰                                              | ۶۶     |
| Equatorial Guinea              | ۳۶۵              | ۱۹٬۵۲۵                    | ۹٬۱۳۰                       | ۵۵                                               | ۴۳                                               | ۲                                                | ۰                                                | ۱۰۰                                              | ۶۶     |
| Bosnia and Herzegovina         | ۲٬۹۸۵            | ۱۱٬۱۷۳                    | ۵٬۱۳۹                       | ۶۸                                               | ۳۱                                               | ۱                                                | ۰                                                | ۱۰۰                                              | ۶۸     |
| Luxembourg                     | ۳۹۰              | ۳۱۵٬۲۴۰                   | ۱۸۲٬۷۶۸                     | ۱۵                                               | ۲۳                                               | ۵۷                                               | ۶                                                | ۱۰۰                                              | ۶۶     |
| Estonia                        | ۱٬۰۵۵            | ۳۳٬۷۰۱                    | ۱۵٬۷۲۴                      | ۴۰                                               | ۵۳                                               | ۷                                                | <۱                                               | ۱۰۰                                              | ۶۶     |
| Guinea-Bissau                  | ۸۳۶              | ۴۲۴                       | ۱۹۹                         | ۱۰۰                                              | <۱                                               | ۰                                                | ۰                                                | ۱۰۰                                              | ۶۶     |
| Albania                        | ۲٬۲۳۷            | ۹٬۴۵۰                     | ۴٬۴۵۱                       | ۷۳                                               | ۲۷                                               | ۱                                                | ۰                                                | ۱۰۰                                              | ۶۷     |
| Niger                          | ۷٬۰۱۴            | ۹۳۷                       | ۴۳۴                         | ۹۹                                               | ۱                                                | ۰                                                | ۰                                                | ۱۰۰                                              | ۶۶     |
| Algeria                        | ۲۳٬۹۸۲           | ۱۰٬۱۰۰                    | ۴٬۶۷۳                       | ۷۰                                               | ۲۹                                               | ۱                                                | ۰                                                | ۱۰۰                                              | ۶۶     |
| Sudan                          | ۲۳٬۸۱۱           | ۱٬۲۹۱                     | ۵۹۵                         | ۹۹                                               | ۱                                                | ۰                                                | ۰                                                | ۱۰۰                                              | ۶۵     |
| Burundi                        | ۴٬۷۲۹            | ۲۹۳                       | ۱۳۷                         | ۱۰۰                                              | <۱                                               | ۰                                                | ۰                                                | ۱۰۰                                              | ۶۵     |
| Azerbaijan                     | ۶٬۲۷۶            | ۱۶٬۳۴۴                    | ۷٬۷۲۱                       | ۵۷                                               | ۴۱                                               | ۲                                                | ۰                                                | ۱۰۰                                              | ۶۵     |
| Croatia                        | ۳٬۴۹۸            | ۲۶٬۵۵۱                    | ۱۲٬۶۳۹                      | ۴۱                                               | ۵۴                                               | ۵                                                | ۰                                                | ۱۰۰                                              | ۶۵     |
| Italy                          | ۴۹٬۱۱۷           | ۲۴۱٬۳۸۳                   | ۱۳۸٬۶۵۳                     | ۲۰                                               | ۲۱                                               | ۷                                                | ۳                                                | ۱۰۰                                              | ۶۵     |
| Mali                           | ۶٬۴۶۴            | ۹۵۵                       | ۴۵۵                         | ۹۹                                               | ۱                                                | ۰                                                | ۰                                                | ۱۰۰                                              | ۶۵     |
| Moldova                        | ۲٬۶۹۲            | ۳٬۸۵۴                     | ۱٬۸۷۴                       | ۹۲                                               | ۸                                                | <۱                                               | ۰                                                | ۱۰۰                                              | ۶۵     |
| Nepal                          | ۱۷٬۲۷۳           | ۱٬۹۹۸                     | ۹۵۱                         | ۹۸                                               | ۲                                                | ۰                                                | ۰                                                | ۱۰۰                                              | ۶۵     |
| Bangladesh                     | ۱۰۴٬۱۳۵          | ۱٬۸۹۴                     | ۹۰۸                         | ۹۹                                               | ۲                                                | ۰                                                | ۰                                                | ۱۰۰                                              | ۶۷     |
| Mauritius                      | ۹۳۵              | ۳۷٬۳۰۸                    | ۱۹٬۲۴۷                      | ۴۰                                               | ۵۴                                               | ۷                                                | <۱                                               | ۱۰۰                                              | ۶۶     |
| Hungary                        | ۷٬۹۱۵            | ۲۸٬۳۷۹                    | ۱۴٬۰۶۸                      | ۴۰                                               | ۵۵                                               | ۵                                                | ۰                                                | ۱۰۰                                              | ۶۴     |
| Armenia                        | ۲٬۲۶۳            | ۵٬۶۱۳                     | ۲٬۷۹۳                       | ۸۶                                               | ۱۴                                               | <۱                                               | ۰                                                | ۱۰۰                                              | ۶۴     |
| Tajikistan                     | ۴٬۰۲۲            | ۳٬۱۶۸                     | ۱٬۵۸۱                       | ۹۴                                               | ۶                                                | <۱                                               | ۰                                                | ۱۰۰                                              | ۶۴     |
| Pakistan                       | ۱۰۶٬۳۶۵          | ۴٬۲۴۸                     | ۲٬۱۰۶                       | ۹۱                                               | ۹                                                | <۱                                               | ۰                                                | ۱۰۰                                              | ۶۴     |
| Ethiopia                       | ۴۲٬۷۵۰           | ۴۱۱                       | ۲۰۷                         | ۱۰۰                                              | <۱                                               | ۰                                                | ۰                                                | ۱۰۰                                              | ۶۴     |
| Australia                      | ۱۶٬۶۱۷           | ۴۰۲٬۵۷۸                   | ۲۱۹٬۵۰۵                     | ۷                                                | ۲۴                                               | ۶۳                                               | ۷                                                | ۱۰۰                                              | ۶۷     |
| Japan                          | ۱۰۴٬۳۱۵          | ۲۱۶٬۶۹۴                   | ۱۱۰٬۲۹۴                     | ۹                                                | ۳۸                                               | ۵۱                                               | ۳                                                | ۱۰۰                                              | ۶۴     |
| Montenegro                     | ۴۶۷              | ۲۱٬۳۴۰                    | ۱۰٬۹۲۹                      | ۴۵                                               | ۵۳                                               | ۲                                                | ۰                                                | ۱۰۰                                              | ۶۳     |
| Belgium                        | ۸٬۳۸۷            | ۲۵۵٬۵۷۳                   | ۱۴۸٬۱۴۱                     | ۱۷                                               | ۲۲                                               | ۵۷                                               | ۳                                                | ۱۰۰                                              | ۶۷     |
| Serbia                         | ۷٬۵۲۷            | ۱۵٬۱۷۵                    | ۷٬۹۷۸                       | ۵۷                                               | ۴۲                                               | ۱                                                | ۰                                                | ۱۰۰                                              | ۶۳     |
| Bulgaria                       | ۵٬۹۹۱            | ۱۶٬۸۱۸                    | ۸٬۸۲۵                       | ۵۵                                               | ۴۳                                               | ۱                                                | ۰                                                | ۱۰۰                                              | ۶۳     |
| Belarus                        | ۷٬۵۴۳            | ۲٬۴۰۷                     | ۱٬۲۷۱                       | ۹۷                                               | ۳                                                | ۰                                                | ۰                                                | ۱۰۰                                              | ۶۲     |
| Malta                          | ۳۳۰              | ۷۱٬۴۴۸                    | ۴۲٬۸۹۸                      | ۱۹                                               | ۶۵                                               | ۱۶                                               | <۱                                               | ۱۰۰                                              | ۶۰     |
| Bahrain                        | ۵۷۱              | ۴۴٬۸۲۲                    | ۲۶٬۶۷۵                      | ۲۹                                               | ۶۰                                               | ۱۱                                               | ۰                                                | ۱۰۰                                              | ۵۹     |
| Brunei Darussalam              | ۲۸۶              | ۵۱٬۳۷۳                    | ۳۱٬۵۲۷                      | ۲۶                                               | ۵۹                                               | ۱۵                                               | ۰                                                | ۱۰۰                                              | ۵۹     |
| Slovenia                       | ۱٬۶۵۵            | ۶۴٬۰۶۷                    | ۴۴٬۹۳۲                      | ۱۹                                               | ۶۱                                               | ۲۰                                               | <۱                                               | ۱۰۰                                              | ۵۴     |
| Slovakia                       | ۴٬۳۰۳            | ۲۷٬۲۲۴                    | ۲۰٬۷۴۰                      | ۲۰                                               | ۷۸                                               | ۲                                                | ۰                                                | ۱۰۰                                              | ۴۵     |

علل

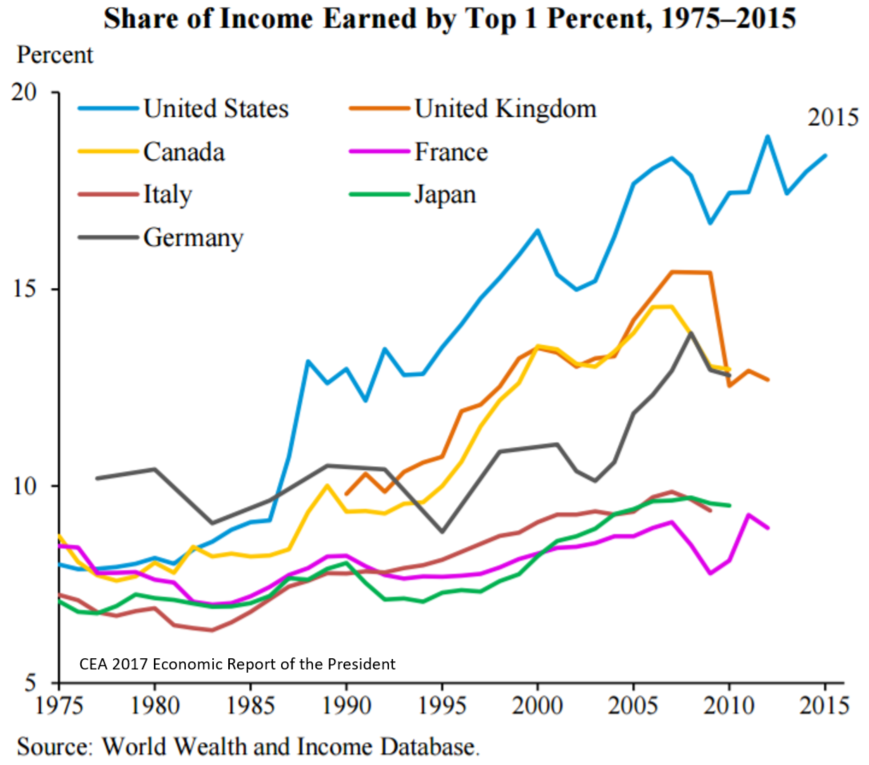
Share of income of the top 1% for selected developed countries, 1975 to 2015.

دلایل مختلفی برای نابرابری اقتصادی جوامع وجود دارد. رشد اخیر در نابرابری کلی درآمد، کمترین در کشورهای OECD ,عمدتاً توسط افزایش نابرابری در دستمزدها و حقوق‌ها استخراج شده‌است.
اقتصاددان Thomas Piketty استدلال می‌کند که گسترش اختلاف اقتصادی گسترش یافته یک پدیده اجتناب ناپذیر از سرمایه‌داری بازار آزاد است زمانی که نرخ بازده سرمایه (r) بیشتر از نرخ رشد اقتصاد باشد (g).
عوامل مشترکی که تأثیر بر نابرابری اقتصاد دارند عبارتند از:
- خروجی‌های بازار کار[۱۱]
- جهانی شدن[۱۴] توسط:
  - سرکوب دستمزدها درشغل‌های کم مهارت با توجه به مازاد نیروی کار کم مهارت در کشورهای در حال توسعه
    - افزایش اندازه بازار و پاداش برای افراد و بنگاه‌های موفق در یک دوره خاص
    - فراهم آوردن فرصت‌های بیشتر سرمایه‌گذاری برای افراد در حال حاضر ثروتمند شده
      - افزایش نفوذ بین‌المللی
        - کاهش نفوذ داخلی
        - سیاست اصلاحات[۱۱]
        - مالکیت فراقانونی اموال (املاک و مستغلات و کسب و کار)[۱۰]
        - مالیات کاهنده بیشتر[۱۵]
        - حکومت توانگران
        - کامپیوتری شدن. اتوماسیون شدن و فناوری افزایش یافته به این معنی که مهارت‌های بیشتری برای بدست آوردن دستمزد متوسط یا بالا مورد نیاز است.
        - تبعیض قومی[۱۶]
        - تبعیض جنسیتی[۱۷]
        - قوم و خویش[۱۸]
        - تنوع در توانایی طبیعی[۱۹]
        - نوولیبرالیسم[۲۰]
        - استقبال روزافزون از حقوق‌های خیلی بالا مدیر عامل به عنوان مثال در ایالات متحده از دهه 1960[۲۱]
        - دلالان زمین-پیروان هنری جورج معتقدند که ماکان و دلالان زمین ثروت و درآمد بیش از حدی را از گرایش زمین به افزایش نمایی با توسعه و نرخ بسیار بالاتر از رشد جمعیت استخراج می‌کنند. راه حل آن‌ها مالیات بر ارزش زمین استهرچند ساختارهای ضروری یا بهبودهای دیگری ندارد. این مفهوم به عنوان جورجیسم شناخته شده‌است.

## چارچوبهای نظری

### اقتصاد نئوکلاسیک
اقتصادنئوکلاسیک نابرابری در توزیع درآمد را ناشی از تفاوت‌ها در ارزش افزوده توسط نیروی کار و سرمایه و زمین می‌بیند. توزیع درآمد نیروی کار با توجه به تفاوت‌ها در ارزش افزوده توسط طبقه‌بندی‌های مختلف از کارگران است. در این چشم‌انداز، دستمزدها و سودها توسط ارزش نهایی افزوده شده هر بازیگر اقتصادی (کارگر، سرمایه‌دار/صاحب کسب و کار مالک زمین) تعیین شده‌است. بنابراین در یک اقتصاد بازار نابرابری یک انعکاسی از تولید و شکاف بین حرفه‌های پردرآمد و حرفه‌های کم درآمد است.

### اقتصاد مارکسین
اقتصاد مارکسین افزایش نابرابری به خودکارسازی شدن شغل و تعمیق سرمایه در سرمایه‌داری نسبت می‌دهد. فرایند خودکارسازی شدن شغل ناسازگار با شکل مالکیت سرمایه‌داری و همراه آن سیستم کار مزدیاست.
در تجزیه و تحلیل مارکسین بنگاه‌های سرمایه‌داری به‌طور فزاینده‌ای تجهیزات سرمایه را به جای ورودی نیروی کار (کارگران) تحت فشار رقابتی به منظور کاهش هزینه‌ها و حداکثر کردن سود جایگزین می‌کنند. در بلند مدت این روند ترکیب آلی سرمایه را افزایش می‌دهد به این معنی که کارگران کمتری مورد نیاز هستند در نسبت به ورودی‌های سرمایه، افزایش بیکاری (" ارتش ذخیره نیروی کار"). این روند فشار رو به پایین بر دستمزدها را اجرا می‌کند. جایگزینی تجهیزات سرمایه به جای نیروی کار (ماشینی و خودکارسازی شدن) تولید از هر کارگر را افزایش می‌دهد در نتیجه یک وضعیت دستمزدهای نسبتاً راکد طبقه کارگر که در میان افزایش سطح درآمد اموال طبقه سرمایه‌دار است.

## بازارنیروی کار
علت اصلی نابرابری اقتصادی دراقتصاد بازار مدرن تعیین دستمزدها توسط بازاراست. جایی که رقابت ناقص است؛ اطلاعات به‌طور غیر یکنواخت توزیع شده؛ فرصت‌ها برای به دست آوردن تحصیلات و مهارت‌ها نابرابر است و شکست بازار را نتیجه می‌دهد. از آنجایی که چنین شرایط ناقص بسیاری تقریباً در هر بازاری وجو دارد، در واقع یک فرض کوچک هست که بازارها به‌طور کلی کارآمد هستند. این به این معنی است که نقش بالقوه بسیار بالایی برای دولت برای اصلاح چنین شکست‌های بازار وجود دارد.
در حالت صرفاً سرمایه‌داری تولید (یعنی جایی که حرفه و سازمان‌های نیروی کار نمی‌توانند تعداد کارگران را محدود کنند) دستمزدهای کارگران توسط چنین سازمان‌هایی کنترل نخواهد شد، یا توسط کارفرما، بلکه توسط بازار کنترل می‌شود. دستمزدها در یک راه مشابهی به مانند قیمت‌ها برای هر کالای دیگری کار می‌کنند. در نتیجه دستمزدها می‌توانند به عنوان عملکرد قیمت بازار مهارت در نظر گرفته شوند؛ و در نتیجه نابرابری توسط این قیمت استخراج شده‌است. تحت قانون عرضه و تقاضا، قیمت مهارت توسط گردش بین تقاضا برای کارگران مهارت دیده و عرضه کارگران مهارت دیده تعیین می‌شود. "از طرف دیگر، بازارها نیز می‌توانند بر ثروت تمرکز کنند و هزینه‌های زیست‌محیطی را به جامعه تحمیل کنند و از کارگران و مصرف کنندگان سوء استفاده کنند." "بازارها، توسط خودشان، را حتی زمانی که پایدار هستند، غالبابه سطوح بالایی از نابرابری، خروجیهایی که به‌طور گسترده ناعادلانه دیده می‌شود سوق داده می‌شود ." کارفرمایانی که زیر دستمزد بازار پیشنهاد می‌دهند متوجه خواهند شد که کسب و کارشان به‌طور مداوم نامشخص است. رقبای خود را از وضعیت پیشنهاد دادن دستمزد بالاتر بهترین نیروی کار خودشان سود خواهند برد. برای یک تاجر که انگیزه سود به عنوان منافع اصلی دارد یک پیشنهاد گمشده به پیشنهاد دادن دستمزدی پایین یا بالای دستمزدهای بازار به کارگران است.
یک کاری که مقدار زیادی کارگران مشتاق به کار از زمان وجود دارد (عرضه بالا) در رقابت کردن برای یک شغلی که نیاز کمی به کارگر دارد (تقاضا کم) یک دستمزد پایینی را برای آن شغل نتیجه می‌دهد. به این دلیل که رقابت بین کارگران دستمزد را به پایین می‌کشد. یک مثال از چنین مشاغلی مانند ظرف‌شویی یا خدمات به مشتریان است. رقابت میان کارگران به پایین کشیده شدن دستمزدها با توجه به طبیعت قابل مصرف کارگران در رابطه با شغل مخصوص به خود گرایش دارد. یک شغلی که کارگران توانا یا مشتاق کمی دارد (عرضه کم) اما احتیاج زیادی به کارگر برای آن شغل هست (تقاضا بالا) دستمزدهای بالاتر برای آن شغل نتیجه خواهد شد. به این دلیل که رقابت بین کارفرماها برای کارگران دستمزدها را به بالا خواهد کشید. نمونه‌هایی از این چنین شغل‌ها عبارتند از مشاغلی که نیاز به مهارت‌های بسیار پیشرفته، توانایی‌های نادر یا سطح بالایی از خطردارند. رقابت میان کارفرمایان به بالا کشیده شدن دستمزدها مطابق با طبیعت شغل، از زمانی که کمبود نسبی کارگران برای شغل مخصوص هست، گرایش دارد. سازمان‌های حرفه‌ای و کارگری می‌توانند عرضه کارگران را محدود کنند که منجر به تقاضای بیشتر و درآمد بیشتر برای اعضا می‌شود. اعضا همچنین ممکن است دستمزدهای بالاتری از طریق چانه زنی جمعی، نفوذ سیاسی یا فساد دریافت کنند.
این تعاملات عرضه و تقاضا یک درجه‌بندی از سطوح دستمزد جامعه که به‌طور قابل ملاحظه‌ای بر نابرابری اقتصادتاثیر می‌گذارد نتیجه می‌دهد. قطبی شدن دستمزدها تجمع ثروت و درآمد بسیار زیاد را در میان ۱٪ توضیح نمی‌دهد. جوزف استیگلیتز معتقد است که «واضح است که بازارها باید تمیز و مرتب شوند تا اطمینان حاصل شود که آن‌ها به اکثر شهروندان کار می‌کنند.»
از طرف دیگر بالاتر نابرابری اقتصادی بالاتر منجر به افزایش نرخ کارآفرینی در سطح فردی می‌شود (خود اشتغالی). با این حال، اغلب اوقات بیشتر بر ضرورت و نه فرصت تأکید می‌شود. کارآفرینی مبتنی بر نیازمندی مبتنی بر نیازهای بقاء مانند درآمد برای غذا و پناهگاه (انگیزه‌های "فشار") است، در حالی که کارآفرینی مبتنی بر فرصت‌های مبتنی بر دستآورد گرا به اهداف (اشتیاق) مانند مشاغل و احتمال بیشتری برای پیگیری از محصولات جدید، خدمات یا نیازهای بازارنامناسب. تأثیر اقتصادی نوع سابق کارآفرینی به توزیع مجدد گرایش پیدا می‌کند در حالی که دومی انتظار می‌رود به ترویج دادن پیشرفت فناوری و بنابراین یک تأثیر مثبت تری بر رشد اقتصادی دارد.

## مالیات
یکی علت دیگر این است که نرخ درآمد با مالیات همراه است با سیستم مالیاتی تصاعدی. مالیات تصاعدی مالیاتی است که نرخ مالیات را افزایش میابد زمانی که مقدار پایه مالیاتی افزایش پیدا کند. در یک سیستم مالیات تصاعدی سطح بالاترین نرخ مالیات بر سطح نابرابری جامعه تأثیر مستقیم خواهد داشت، یا افزایش آن یا کاهش آن، به شرطی که درآمد تغییر پیدا نکند در نتیجه تغییر نظام مالیاتی. علاوه بر این مالیات تصاعدی تندتر که به هزینه‌های اجتماعی اعمال می‌شود می‌تواند به برابری بیشتر توزیع درآمد در سطح هیئت مدیره نتیجه شود. تفاوت بین شاخص جینی برای توزیع درآمد قبل از مالیات و شاخص جینی پس از مالیات به عنوان یک شاخص برای اثرات چنین مالیاتی است.
بحث بین سیاستمداران و اقتصاددانان در مورد نقش سیاست مالیاتی در کاهش دادن یا افزایش دادن نابرابری ثروت هست. اقتصاددانانی مانند پل کروگمن، پیتر اورزاگو امانوئل سائز استدلال کرده‌اند که سیاست‌های مالیاتی در دوران بعد از جنگ جهانی دوم در واقع با فعال کردن دسترسی هر چه بیشتر ثورتمندترین آمریکایی‌ها به سرمایه از افراد کم درآمد نابرابری درآمد را افزایش داده‌است.
مقاله‌ای که توسط اقتصاددانان Annette Alstadsæter, Niels Johannesen و Gabriel Zucman از داده‌های HSBC سوئیس ("نشت سوئیس") و موساک فونسکا ("مقاله‌های پاناما") استفاده کرده‌است، دریافت که "به‌طور متوسط در حدود ۳ درصد از مالیات‌های شخصی در اسکاندیناوی فرار می‌شود (فرار مالیاتی)، اما این رقم در٪ ۰٫۰۱ از توزیع ثروت در حدود٪ ۳۰ افزایش می‌یابد… با توجه به فرار از پرداخت مالیات، افزایش نابرابری در داده‌های مالیاتی از دهه ۱۹۷۰ به شدت افزایش می‌یابد، و این نشان دهنده نیاز به فراتر رفتن از اطلاعات مالیاتی است تا درآمد و ثروت را در بالا ضبط و جمع‌آوری کند، حتی در کشورهایی که میزان برابری مالیات‌ها به‌طور کلی بالا است. همچنین ما متوجه می‌شویم که پس از کاهش فرار از پرداخت مالیات، با استفاده از امدادگران مالیاتی، فرارکنندگان مالیاتی به‌طور قانونی از پرداخت مالیات بیشتراجتناب نمی‌کنند. این نتیجه نشان می‌دهد که مبارزه با فرار از مالیات می‌تواند راهی مؤثر برای جمع‌آوری درآمد مالیاتی بیشتر از ثروتمندان باشد."

## آموزش و پرورش

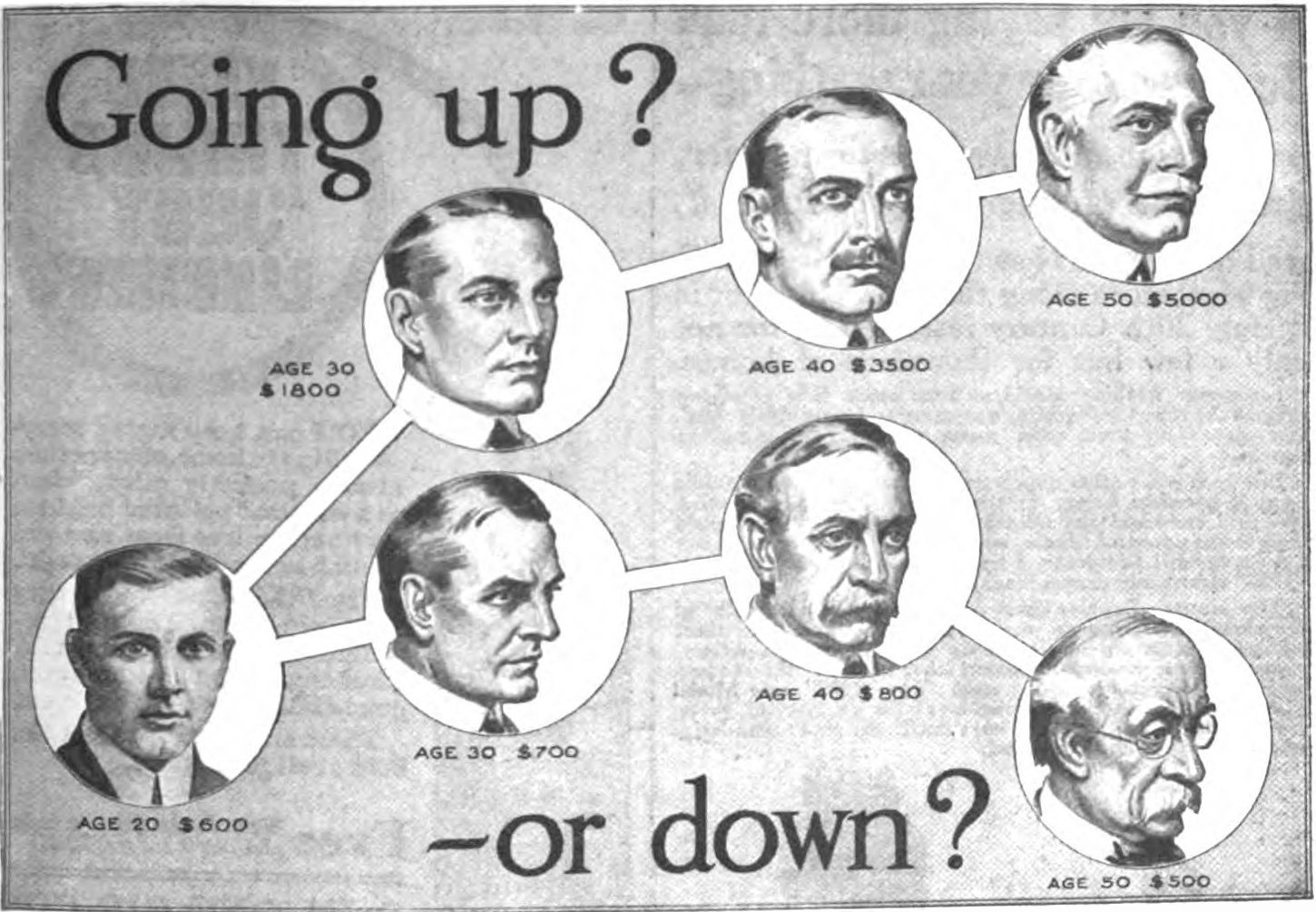
تصویری از تبلیغات ۱۹۱۶ برای یک مدرسه حرفه‌ای در پشت مجله ایالات متحده است. آموزش و پرورش به عنوان کلید درآمد بالاتری دیده می‌شود و این تبلیغات به اعتقاد آمریکاییان به امکان بهبود خود و همچنین پیامدهای تهدیدآمیز تحرک رو به پایین در نابرابری درآمد بزرگ موجود در انقلاب صنعتی، تجدید نظر کرد.

یک عامل مهم در ایجاد نابرابری تنوع در دسترسی افراد به آموزش و پرورش است. آموزش و پرورش، به ویژه در یک منطقه‌ای که تقاضای زیادی برای کارگران وجود دارد، برای افرادی که دارای این آموزش هستند، دستمزدهای بالایی را به وجود می‌آورد، هرچند افزایش در آموزش ابتدا افزایش و سپس کاهش می‌دهد رشد و همچنین نابرابری درآمد را. در نتیجه، کسانی که قادر به پرداختن به تحصیلات نیستند یا نمی‌خواهند تحصیلات اختیاری را دنبال کنند، معمولاً حقوق بسیار کمتری دریافت می‌کنند. توجیه این امر این است که فقدان آموزش مستقیماً منجر به کاهش درآمد می‌شود و بنابراین پس‌انداز و سرمایه‌گذاری کل را کاهش می‌دهد. برعکس، آموزش و پرورش درآمد را افزایش می‌دهد و رشد را ترویج می‌کند، زیرا این امر به آزادسازی پتانسیل تولیدی فقرا کمک می‌کند.
در سال ۲۰۱۴، اقتصاددانان با ارزیابی آژانس Standard & Poor's نتیجه گرفتند که گسترش اختلاف بین ثروتمندترین شهروندان ایالات متحده و بقیه ملت، بهبود خود را از رکود ۲۰۰۸–۰۹ کاهش داده‌است و آن را بیشتر مستعد به چرخه‌ها رونق و رکو کرده‌است. S & P برای بهبود بخشیدن به شکاف ثروت و رشد آهسته ناشی از آن، افزایش دسترسی به آموزش را پیشنهاد داد. برآورد شده‌است که اگر متوسط کارگران ایالات متحده تنها یک سال بیشتر از مدرسه کامل شده بود، در طول پنج سال، ۱۰۵ بیلیون دلار اضافی در رشد به اقتصاد کشور اضافه می‌شد.
در دوره جنبش دبیرستان از ۱۹۱۰ تا ۱۹۴۰ افزایش در کارگران ماهر وجود دارد که به کاهش قیمت نیروی کار ماهر منجر شد. آموزش دبیرستان در طول دوره به منظور تجهیز دانش آموزان به مجموعه‌های مهارت‌های لازم برای انجام کار در محل کار طراحی شده بود. از تحصیلات دبیرستان فعلی متفاوت است که به عنوان یک قدم برای رسیدن به کالج و مدارک پیشرفته در نظر گرفته شده‌است. این کاهش در دستمزدها سبب دوره‌ای از فشرده‌سازی و نابرابری کاهش یافته بین کارگران ماهر و غیر متخصص شده‌است. آموزش و پرورش برای رشد اقتصاد بسیار مهم است اما نابرابری تحصیلی در جنسیت نیز بر اقتصاد تأثیر می‌گذارد. لگرلوف و گالور اظهار داشتند که نابرابری جنسیتی در آموزش و پرورش می‌تواند به رشد اقتصادی پایین و ادامه نابرابری جنسیتی در آموزش و پرورش و در نتیجه ایجاد تله فقر منجر شود. پیشنهاد می‌شود که شکاف بزرگی در آموزش و پرورش مردان و زنان ممکن است عقب ماندگی را نشان دهد و بنابراین ممکن است با رشد اقتصادی پایین‌تر مرتبط باشد که می‌تواند ناشی از نابرابری اقتصادی بین کشورها باشد.
بیشتر مطالعات بارو همچنین می‌بینیم که آموزش متوسطه زن با رشد مثبت همراه است. یافته‌های او نشان می‌دهد که کشورهای دارای تحصیلات کم زنان؛ افزایش آن تأثیر کمی بر رشد اقتصادی دارد، اما در کشورهای دارای آموزش عالی زنان، افزایش آن به‌طور قابل توجهی باعث افزایش رشد اقتصادی می‌شود. آموزش و پرورش بیشتر و بهتر شرط لازم برای توسعه سریع اقتصادی در سراسر جهان است. آموزش و پرورش رشد اقتصادی را تحریک می‌کند و زندگی مردم را از طریق بسیاری از کانال‌ها بهبود می‌بخشد.
با افزایش کارایی نیروی کار، شرایط بهتر برای حکومتداری خوب، بهبود سلامت و افزایش برابری ایجاد می‌شود. موفقیت بازار کار با پیشرفت تحصیلی ارتباط دارد، پیامدهای گسترش نابرابری در آموزش و پرورش به‌طور محتمل به افزایش هر چه بیشتر در نابرابری درآمد است.
ایالات متحده از طریق مالیات بر دارایی‌ها آموزش می‌دهد، که می‌تواند منجر به اختلاف زیادی در میزان بودجه‌ای که مدارس دولتی می‌توانند دریافت کنند شود. اغلب، اما نه همیشه، این امر منجر به تأمین مالی بیشتر برای مدارس مورد استفاده کودکان از والدین ثروتمند می‌شود. از سال ۲۰۱۵، ایالات متحده، اسرائیل و ترکیه تنها سه کشور عضو OECD هستند که دولت بیشتر در مدارس در محله‌های ثروتمند از محله‌های فقیر خرج می‌کند.

### لیبرالیسم اقتصادی، مقررات زدایی و کاهش اتحادیه‌ها
جان اشمیت و بن زیپرر (۲۰۰۶) از CEPR به لیبرالیسم اقتصادی و کاهش مقررات کسب و کار در کنار کاهش عضویت اتحادیه به عنوان یکی از علل نابرابری اقتصادی اشاره دارند. در تجزیه و تحلیل اثر سیاست‌های لیبرال شدید انگلیس-آمریکایی نسبت به لیبرالیسم قاره اروپا، که در آن متحدان قوی باقی مانده‌اند، آن‌ها نتیجه گرفتند: "مدل اقتصادی و اجتماعی ایالات متحده با سطح قابل ملاحظه‌ای از انزوای اجتماعی همراه است که شامل نابرابری درآمد بالا، میزان نسبی و مطلق فقر مطلق، نتایج فقیر و نابرابر آموزش، پیامدهای نامطلوب سلامت و میزان بالای جرم و زندان می‌شود. در عین حال، شواهد موجود پشتیبانی کمی برای این دیدگاه دارد که انعطاف‌پذیری بازار کار به سبک U.S. به‌طور چشمگیری نتایج بازار کار را بهبود می‌بخشد. علی‌رغم تعصبات متعصبانه برعکس، اقتصاد ایالات متحده به‌طور مداوم سطح پایین تری از تحرک اقتصادی را نسبت به کشورهای اروپایی قاره‌ای که داده‌ها در دسترس هستند، فراهم می‌کند. "
جامعه‌شناسی جیک روسنفیلد از دانشگاه واشینگتن ادعا می‌کند که کاهش کار سازمان یافته در ایالات متحده نقش مهمی در گسترش شکاف درآمد نسبت به تغییرات تکنولوژیک و جهانی شدن ایفا کرده‌است، که همچنین توسط کشورهای صنعتی دیگر که تجربه تنگ افزایش نابرابری را داشته‌اند. او اشاره می‌کند که کشورهای دارای نرخ بالای اتحادیه، به ویژه در اسکاندیناوی، سطح نابرابری بسیار پایین دارند و نتیجه می‌گیرد که "الگوی تاریخی واضح است؛ الگوی متقابل ملی روشن است: نابرابری بالا با جنبش ضعیف نیروی کار همراه است و برعکس. "
مطالعه ۲۰۱۵ توسط صندوق بین‌المللی پول نشان داد که کاهش اتحادیه در بسیاری از اقتصادهای پیشرفته در دهه ۱۹۸۰ باعث افزایش نابرابری درآمد شده‌است.
در سال ۲۰۱۶، محققان صندوق بین‌المللی پول، نتیجه گرفتند که سیاست‌های نولیبرالی تحمیل شده توسط نخبگان اقتصادی نابرابری را تا حد زیادی تشدید کرده‌است که رشد اقتصادی را کاهش می‌دهد و «به خطر انداختن توسعه پایدار» می‌پردازد. گزارش آن‌ها نشان می‌دهد «سه نتیجه‌گیری ناخوشایند» را:
- مزایای استفاده از افزایش رشد به نظر می‌رسد زمانی که به یک گروه گسترده‌ای از کشورها نگاه کنید، بسیار دشوار است.
- هزینه‌های نابرابری افزایش یافته برجسته هستند. چنین هزینهایی باعث می‌شود که تجارت بین اثرات رشد و عدالت بعضی از جنبه‌های دستور کار نئولیبرال صورت گیرد.
- افزایش نابرابری به نوبه خود باعث کاهش سطح و پایداری رشد می‌شود. حتی اگر رشد تنها هدف یا هدف اصلی برنامه نئولیبرال باشد، طرفداران این دستورالعمل همچنان نیاز به توجه به اثرات توزیعی دارند.[۴۹]

## جهانی شدن

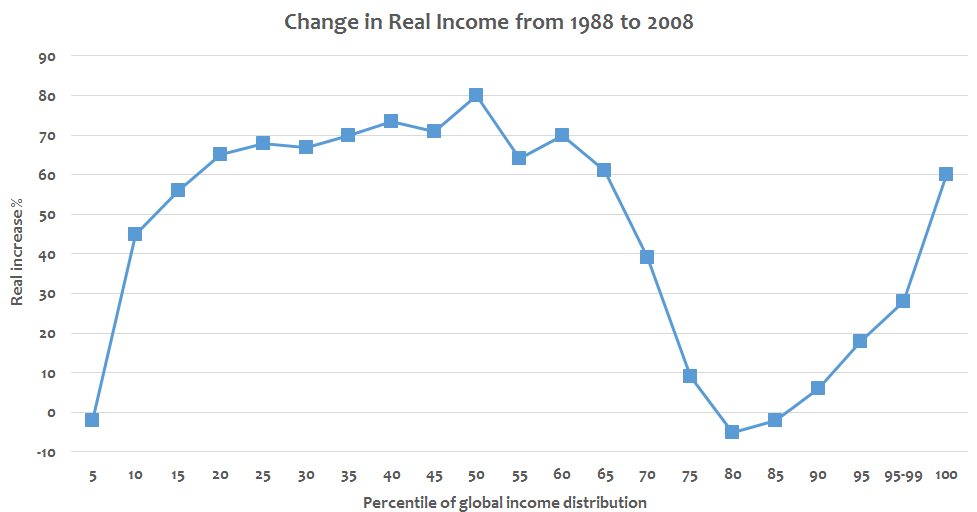
تغییر درآمد واقعی بین سال‌های ۱۹۸۸ و ۲۰۰۸ با درصد درآمدهای مختلف درآمد جهانی

آزادسازی تجارت ممکن است نابرابری اقتصادی را از جهانی به مقیاس داخلی انتقال دهد. هنگامی که کشورهای ثروتمند با کشورهای فقیر تجارت می‌کنند، کارگران کم مهارت در کشورهای ثروتمند ممکن است به دلیل رقابت، دستمزد کمتری را ببینند، در حالی که کارگران کم مهارت در کشورهای فقیر ممکن است افزایش دستمزدها را ببینند. پل کروگمن، اقتصاددان تجاری، تخمین می‌زند که آزادسازی تجارت تأثیر قابل اندازه‌گیری شده‌ای بر افزایش نابرابری در ایالات متحده دارد. او این روند را به افزایش تجارت با کشورهای فقیر و تکه‌تکه کردن وسایل تولید، منجر می‌شود و موجب می‌شود که شغل‌های کم مهارت قابل تجارت بیشتری باشند. با این حال، او تصدیق کرد که اثر تجارت در زمینه نابرابری در آمریکا در مقایسه با سایر علل، مانند نوآوری‌های تکنولوژیک، و دیدگاه مشترک دیگر کارشناسان، جزئی است. اقتصاددانان تجربی، مکس روسر و عیسی Crespo-Cuaresma در داده‌ها دریافتند که تجارت بین‌المللی افزایش دهنده نابرابری درآمد است. آن‌ها تجربی پیش‌بینی‌های قضیه Stolper-Samuelson را در مورد اثرات تجارت بین‌المللی بر توزیع درآمد تأیید می‌کنند. لورنس کتز برآورد می‌کند که تجارت تنها ۵–۱۵ درصد از افزایش نابرابری درآمد را به خود اختصاص داده‌است. رابرت لارنس استدلال می‌کند که نوآوری و اتوماسیون تکنولوژیک به این معناست که شغل‌های با مهارت کم‌کار در کشورهای ثروتمند جایگزین کار ماشین می‌شوند و کشورهای ثروتمند دیگر تعداد قابل توجهی از کارگران تولیدی کم مهارت را که می‌توانند تحت تأثیر رقابت کشورهای فقیر قرار بگیرند، ندارند.
اقتصاددان برانکو میلولوویچ نابرابری درآمد جهانی را با مقایسه سال‌های ۱۹۸۸ و ۲۰۰۸ تحلیل کرد. تحلیل آن نشان داد که طبقهٔ جهانی ۱٪ و طبقه متوسط اقتصادهای در حال ظهور (مثلاً چین، هند، اندونزی، برزیل و مصر) برنده اصلی جهانی شدن در طول آن زمان شدند. درآمد واقعی (تورم) درآمد ۱٪ در سطح جهانی تقریباً ۶۰٪ افزایش یافت، در حالی که طبقات متوسط اقتصادهای در حال ظهور (حدود ۵۰ درصد از توزیع درآمد جهان در سال ۱۹۸۸) ۷۰–۸۰ درصد افزایش یافت. از سوی دیگر، کسانی که در طبقه متوسط دنیای توسعه یافته (کسانی که در ۷۵ درصد به ۹۰ درصد در سال ۱۹۸۸، مانند طبقه متوسط آمریکا) منافع کمی از درآمد واقعی را تجربه کردند. ثروتمندترین ۱٪ شامل ۶۰ میلیون نفر در سراسر جهان، از جمله ۳۰ میلیون آمریکایی (به عنوان مثال ۱۲٪. ، از آمریکایی‌ها با درآمد بالا در سال ۲۰۰۸ در سطح جهانی ۱٪ بود).

## جنسیت

شکاف جنسیتی در درآمد متوسط از کارکنان تمام وقت با توجه به OECD 2015

در بسیاری از کشورها، در بازار کار، شکاف جنسیتی به نفع مردان وجود دارد. چندین عامل غیر از تبعیض ممکن است به این شکاف کمک کند. به‌طور متوسط زنان در مقایسه با مردان بیشتر محتمل هستند به عامل‌های دیگری از پرداخت زمانی که در جستجوی شغل هستند به و ممکن است کمتر مایل به مسافرت یا جایگزینی باشند. توماس سول در کتاب «دانش و تصمیم‌گیری» ادعا می‌کند که این تفاوت به این دلیل است که زنان به علت ازدواج یا حاملگی مشاغل خود را دریافت نمی‌کنند، اما مطالعات درآمد نشان می‌دهد که این تفاوت کل را توضیح نمی‌دهد. یک گزارش سرشماری ایالات متحده اظهار داشت که در ایالات متحده بار دیگر فاکتورهای دیگر محاسبه شده‌است، برای لینکه هنوز تفاوت بین درآمد زنان و مردان وجود دارد. شکاف درآمد در کشورهای دیگر از ۵۳ درصد در بوتسوانا تا ۴۰ درصد در بحرین تغییر می‌کند.
نابرابری جنسیتی و تبعیض مطرح است که باعث ایجاد و همیشگی شدن فقر و آسیب‌پذیری در جامعه می‌شود. شاخص‌های حقوق برابر جنسی به دنبال ابزارهایی برای نشان دادن این ویژگی عدالت هستند.
سوسیالیست‌های قرن نوزدهم مانند رابرت اوون، ویلیام تامپسون، آنا ویلر و اوت ببل ادعا می‌کنند که نابرابری اقتصادی بین جنسیت، علت اصلی نابرابری اقتصادی است؛ با این حال کارل مارکس و فردریک انگلس معتقد بودند که نابرابری میان طبقات اجتماعی علت بزرگتر نابرابری است.
بر اساس پژوهشی علمی در ایران، شكاف جنسيتي درآمد در همه‌ي طبقات اقتصادی و اقوام ایرانی به صورت معنی داری مشاهده می‌شود؛ بدين معنا كه درآمد زنان، هم در اقوام فارس و هم در اقوام غیرفارس كمتر از مردان است. علاوه بر اين، هويت قومي غيرفارس بودن باعث افزايش در اندازه شكاف جنسيتي درآمد مي‌شود؛ به عبارتي ديگر زن غيرفارس نسبت به زن فارس وضعيت بدتري از شكاف جنسيتي درآمد را تجربه مي‌كند. بيشترين اندازه شکاف جنسيتي درآمد را زنان متعلق به خانوارهای صدك‌هاي كم‌درآمد تجربه مي‌كنند؛ شکاف جنسيتي درآمد در طبقات ثروتمند جامعه، كمتر از طبقات فقير است؛ و كمترين ميزان تجربه شکاف جنسيتي درآمد نيز متعلق به صدك‌هاي مياني جامعه است. بر اساس اين مطالعه، سياست‌هايي كه به منظور مقابله با شكاف جنسيتي درآمد در جامعه اعمال مي‌شوند اگر همزمان به تنوع هويت‌هاي قومي موجود در كشور توجه نداشته باشند، سياست‌هاي موثري نخواهند بود. به عبارتي ديگر، سياستگذاران بايد بدين نكته توجه نمايند كه تجربه زنان از شکاف جنسيتي درآمد، در ميان اقوام گوناگونِ ايران متفاوت است. سياستگذاران بايد توجه دوچنداني به گروه‌هاي در حاشيه جامعه داشته باشند؛ زيرا بر اساس نتايج اين تحقيق، مشخص میشود كه از نظر تجربه‌ي نابرابري درآمدي در جامعه، و همچنين موانع موجود بر رشد و تحرك گروه‌هاي مختلف جامعه، «زنان غيرفارس» نسبت به «زنان فارس» و «مردان غيرفارس» و «مردان فارس» ، در وضعيت نامناسب‌تري قرار دارند؛ و در نتيجه، نياز بيشتري به حمايت و توجه دارند.

## توسعه اقتصادی

A Kuznets curve

اقتصاددان سیمون کوزنتس استدلال کرد که سطح نابرابری اقتصادی به‌طور عمده در نتیجه مراحل توسعه است. با توجه به Kuznets، کشورهایی با سطوح پایین توسعه دارای توزیع ثروت نسبتاً مساوی هستند. زمانی که یک کشور توسعه می‌یابد، سرمایه بیشتری به دست می‌آورد، که منجر به داشتن درآمد و ثروت بیشتر توسط صاحبان سرمایه و معرفی نابرابری می‌شود. در نهایت، از طریق مکانیزم‌های مختلف توزیع مجدد ممکن مانند برنامه‌های رفاه اجتماعی، کشورهای توسعه یافته تر به سطوح پایین‌تر نابرابری حرکت می‌کنند.
کوزنتس، در رابطه با سطح درآمد و نابرابری، از سطح نابرابری اقتصادهای در حال توسعه با درآمد متوسط برخوردار بود که به شکل منحنی کوزنتس شناخته می‌شد. کوزنتس این رابطه را با استفاده از داده‌های مقطعی نشان داد. با این حال اخیراً تست این تئوری با داده‌های پانل برتر نشان داده‌است که آن بسیار ضعیف است. منحنی کوزنتس پیش‌بینی می‌کند که نابرابری درآمد در نهایت با توجه به زمان کاهش خواهد یافت. به عنوان مثال، در طول جنبش دبیرستان از ۱۹۱۰ تا ۱۹۴۰، و بعد از آن، نابرابری درآمدی در ایالات متحده کاهش یافت.[نیازمند منبع] با این حال، داده‌های اخیر نشان می‌دهد که سطح نابرابری درآمد پس از دهه ۱۹۷۰ شروع به افزایش پیدا کرده‌است. این لزوماً نظریه کوزنتس را رد نمی‌کند.

## ترجیحات فردی
در رابطه با مسائل فرهنگی، تنوع ترجیحات در یک جامعه ممکن است به نابرابری اقتصادی کمک کند. هنگامی که با انتخاب کار سخت‌تر برای کسب پول بیشتر یا لذت بردن بیشتر از اوقات فراغت مواجه می‌شوید، افرادی با توان بالقوه درآمد به همان اندازه ممکن است راهبردهای مختلفی را انتخاب کنند.[نیازمند منبع] تجارت بین کار و اوقات فراغت به ویژه در بخش عرضه بازار کار در اقتصاد نیروی کار بسیار مهم است.
به همین ترتیب، افراد در جامعه اغلب سطوح مختلف از ریسک‌پذیری را دارند. هنگامی که افراد به‌طور یکسان قادر به انجام کارهای خطرناک با پتانسیل پرداخت‌های بزرگ، از قبیل راه اندازی کسب و کار جدید، برخی از سرمایه‌گذاری‌ها موفق و برخی از شکست هستند. حضور هر دو شرکت موفق و ناموفق در یک جامعه ناشی از نابرابری اقتصادی است، حتی زمانی که همه افراد یکسان هستند.

## تمرکز ثروت
تمرکز ثروت یک فرایند نظری است که طبق شرایط خاص، ثروت جدید ایجاد شده در اختیار افراد یا نهادهای ثروتمند متمرکز است. با توجه به این نظریه، کسانی که ثروتمند هستند ثروت خود را دارند، بدین معنی است که در منابع جدید ایجاد ثروت سرمایه‌گذاری کنند یا در جهت انباشت ثروت استفاده کنند؛ بدین ترتیب ذی‌نفع ثروت جدید هستند. با گذشت زمان، جمع شدگی ثروت می‌تواند به‌طور قابل توجهی به تداوم نابرابری در جامعه کمک کند. توماس Piketty در کتاب خود، سرمایه در قرن بیست و یکم استدلال می‌کند که نیروی اساسی برای واگرایی، معمولاً بازده سرمایه (r)بیشتر از رشد اقتصادی (g) است و ثروت‌های بزرگتر بازده بیشتری را تولید می‌کند.
بنا بر آمارهای رسمی در آلمان در سال ۲۰۱۸ میلادی، دارایی‌ها و ثروت ۴۵ نفر از شهروندان آن کشور برابر ثروت نیمی از جمعیت ۸۲ میلیونی آن کشور است.

## اجاره یابی
اقتصاددان جوزف استیگلیتز استدلال می‌کند که به جای تبیین غلظت ثروت و درآمد، نیروهای بازار باید به عنوان یک ترمز برای چنین تمرکز ایفا کنند، که ممکن است به واسطه نیروی غیر بازاری که بهتر توضیح داده می‌شود به عنوان اجاره یابی شناخته می‌شود. در حالی که بازار تقاضا برای جبران مهارت‌های نادر و مورد نظر را برای پاداش ایجاد ثروت، بهره‌وری بیشتر و غیره پیشنهاد می‌دهد. این امر همچنین کارآفرینان موفق را از طریق افزایش رقابت برای کاهش هزینه‌ها، سود و پاداش زیاد، از سود حاصل از کسب درآمد جلوگیری می‌کند. توضیح بیشتری دربارهٔ نابرابری رو به رشد، بر طبق استیگلیتز استفاده از توسعه قدرت سیاسی توسط ثروت توسط گروه‌های خاص است که به سیاست‌های دولتی شکل می‌دهند را از لحاظ مالی به آن‌ها سودمند می‌رساند. این روند، شناخته شده به اقتصاددانان به عنوان اجاره یابی، درآمد را نه از ایجاد ثروت بلکه از «جذب سهم بزرگتر از ثروت که در غیر این صورت بدون تلاش آن‌ها تولید شد»
به دنبال جستجوی اجاره به نظر می‌رسد که استان‌های جوامع با نهادهای ضعیف و حاکمیت ضعیف قانون، اما استیگلیتز معتقد است که در جوامع توسعه یافته مانند ایالات متحده کمبود آن وجود ندارد. نمونه‌هایی از اجاره یابی که به دنبال نابرابری هستند هست شامل:
- به دست آوردن منابع عمومی توسط «اجاره‌کننده‌ها» در قیمت‌های پایین‌تر از بازار (مانند اعطای زمین‌های عمومی به راه‌آهن،[۶۵] یا فروش منابع معدنی برای قیمت اسمی[۶۶][۶۷] در ایالات منحده
- فروش خدمات و محصولات به عموم مردم در قیمت‌های بالاتر از بازار[۶۸](مزایای دارو در ایالات متحده آمریکا که دولت را از مذاکره قیمت مواد مخدر با شرکت‌های مواد مخدر منع کرده و هزینه دولت ایالات متحده را حدود ۵۰ میلیارد دلار یا بیشتر در سال در نظر می‌گیرد)،
- تضمین اعتماد دولت از قدرت انحصاری (ثروتمندترین فرد در جهان در سال ۲۰۱۱، کارلوس اسلیم، صنعت ارتباطات مخابراتی تازه تأسیس شده مکزیک را کنترل کرد[۶۹]).

## صنعت مالی
جیمی گلبریت استدلال می‌کند که کشورهای دارای بخش‌های مالی بزرگ دارای نابرابری بیشتری هستند و این پیوند تصادفی نیست.</ref>

## اثرات

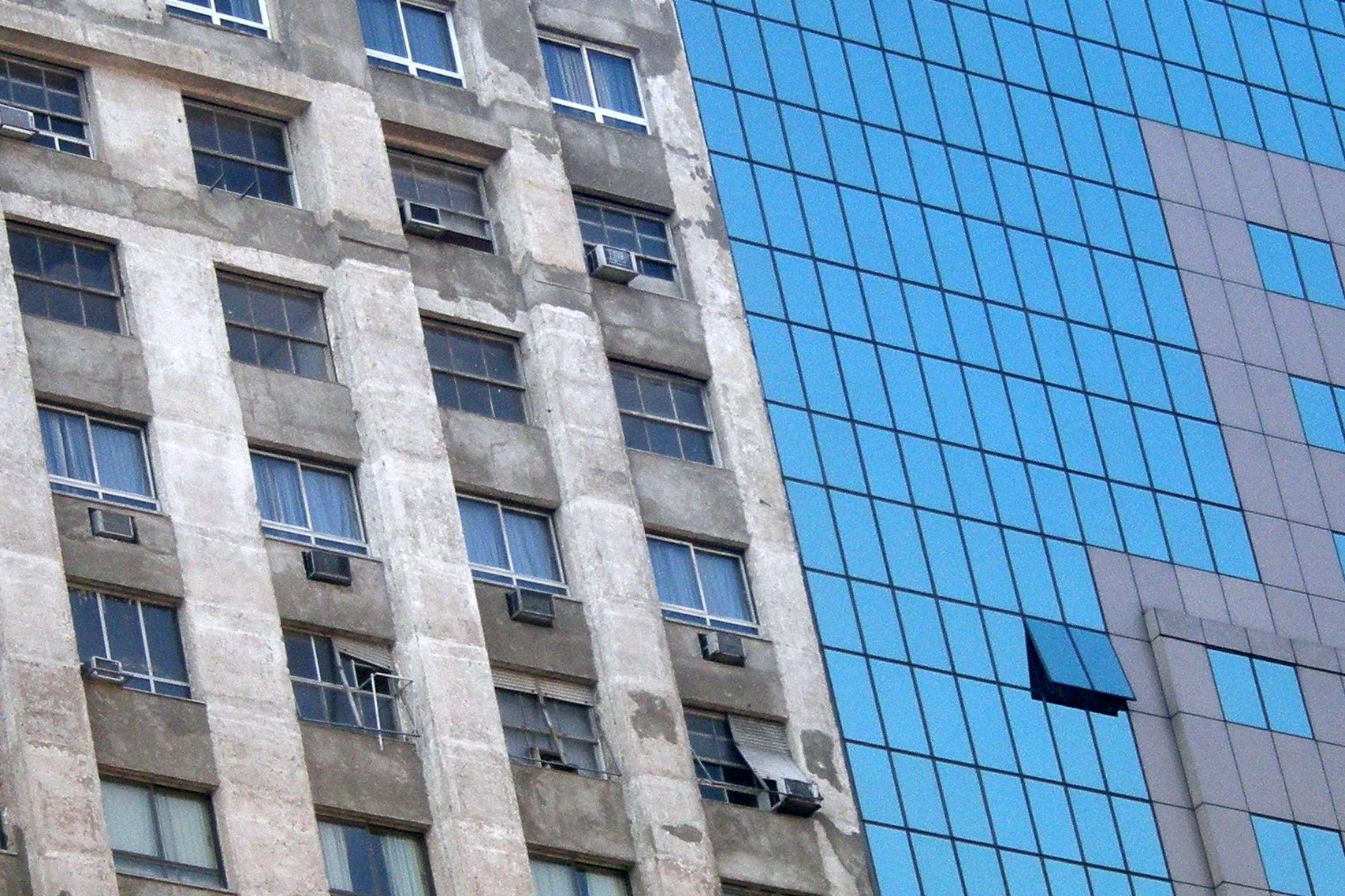
ساختمان در Rio de Janeiro, نشان دهنده نابرابری اقتصادی

تأثیر محققان نابرابری در دریافتند نرخ‌های بالاتر از مشکلات بهداشتی و اجتماعی و نرخ‌های پایین‌تری از کالاهای اجتماعی، یک سطح پایین‌تری از مطلوبیت اقتصادی در جامعه از منابع تقسیم شده به مصرف بالا، و حتی یک سطح پایین‌تر از رشد اقتصادی زمانی که سرمایه انسانی برای مصرف نهایی مورد توجه قرار نگرفت. برای ۲۱ کشور برتر صنعتی، شمارش هر فرد به‌طور مساوی، امید به زندگی در کشورهای نابرابر پایین‌تر است. Aیک رابطه مشابه بین ایالات متحده وجود دارد.
رابرت جی شیلر، برنده جایزه نوبل اقتصاد ۲۰۱۳، گفت که افزایش نابرابری در ایالات متحده و مکان دیگری مهم‌ترین مشکل است. افزایش نابرابری به رشد اقتصادی آسیب می‌رساند.
طبقه‌بندی اقتصادی جامعه به «نخبگان» و «توده‌ها» نقش مهمی در فروپاشی تمدن‌های پیشرفته‌ای مانند امپراتوری‌های روم، هان و گپتا ایفا کرد.

## دموکراسی
بر اساس یک مطالعه بررسی ۲۰۱۷ در بررسی سالانه علوم سیاسی توسط دانشمند علوم سیاسی دانشگاه استنفورد کنستشوو و دانشمند سیاسی دیوید استاسوج، دانشمند دانشگاه نیویورک، «حدس و گمانهای ساده‌ای که دموکراسی برابری ثروت را تولید می‌کند و نابرابری ثروت منجر به شکست دموکراتیک است، توسط شواهد حمایت نمی‌شود.»

## سلامت
محققان بریتانیا، ریچارد ویلکینسون و کیت پیکت، نرخهای بالاتری از مشکلات بهداشتی و اجتماعی را دربرداشتند (چاقی، بیماری روحی، قتل، تولد نوجوان، زندان، اختلاف با کودک، مصرف مواد مخدر) و نرخ‌های پایین‌تر کالاهای اجتماعی (امید به زندگی کشور، عملکرد آموزشی، اعتماد میان غریبه‌ها، وضعیت زنان، تحرک اجتماعی، حتی تعداد اختراعات صادر شده) کشورها و ایالات‌های دارای نابرابری بالاتر. با استفاده از آمار ۲۳ کشور توسعه یافته و ۵۰ ایالت ایالات متحده، مشکلات اجتماعی و بهداشتی در کشورهایی مانند ژاپن و فنلاند و کشورهای نظیر یوتا و نیوهمپشایر با برابری بالایی وجود دارد، نسبت به کشورهای (ایالات متحده و بریتانیا) و ایالات متحده (می‌سی‌سی‌پی و نیویورک) با تفاوت‌های زیادی در درآمد خانوار.
برای اکثر تاریخ بشر، استانداردهای زندگی بالاتر مواد -، دسترسی به آب تمیز و گرما از سوخت - منجر به سلامت بهتر و زندگی طولانی‌تر می‌شود. این الگو از درآمد بالاتر - طولانی‌تر زندگی می‌کند هنوز هم در میان کشورهای فقیر، که در آن امید به زندگی به سرعت افزایش می‌یابد همان‌طور که درآمد سرمایه هر فرد افزایش می‌یابد، اما در دهه‌های اخیر امید به زندگی در میان کشورهای درآمد متوسط کاهش یافته‌است. آمریکایی‌ها دیگر به‌طور متوسط (حدود ۷۷ سال در سال ۲۰۰۴) نسبت به یونانی‌ها (۷۸ ساله) یا نیوزلندی‌ها (۷۸) دیگر زندگی نمی‌کنند، اگرچه ایالات متحده آمریکا GDP بیشتری را در سرتاسر خود دارد. مید به زندگی در سوئد (۸۰ سال) و ژاپن (۸۲) - که در آن درآمد بیشتر به‌طور مساوی توزیع شد - طولانی‌تر بود.
در سال‌های اخیر مشخصه‌ای است که با سلامت در کشورهای توسعه یافته رابطه قوی دارد نابرابری درآمد است. ایجاد یک شاخص "مشکلات بهداشتی و اجتماعی" از ۹ عامل، نویسندگان ریچارد ویلکینسون و کیت پیکت مشکلات بهداشتی و اجتماعی را یافتند"رایج‌ترین در کشورهای دارای نابرابری درآمد بیشتر", بیشتر در میان ایالات ایالات متحده با نابرابری‌های درآمد بالا رایج است. سایر مطالعات این روابط را تأیید کرده‌اند. شاخص یونیسف از «رفاه کودکان در کشورهای ثروتمند» که ۴۰ شاخص در ۲۲ کشور را مطالعه می‌کند، با برابری بیشتر، و نه درآمد سرانه مرتبط است.
پیکت و ویلکینسون معتقدند که نابرابری و طبقه‌بندی اجتماعی منجر به سطوح بالاتر اضطراب روحی و وضعیت اضطرابی می‌شود که می‌تواند به افسردگی وابستگی شیمیایی، زندگی مشترک کم، مشکلات والدین و بیماری‌های مرتبط با استرس سوق داده شود.
در کتاب خود، اپیدمیولوژی اجتماعی، ایچیرو کاوچی و S.V. Subramanian متوجه شدند که افراد فقیر به سادگی نمی‌توانند زندگی سالم را به آسانی به مانند یک زندگی ثروتمندانه هدایت کنند. آن‌ها قادر به تأمین غذای کافی برای خانواده‌هایشان نیستند، نمی‌توانند صورتحساب‌های برق برای گرم نگه داشتن خودشان در طول زمستان و سرد کردن در طول امواج گرما بپردازند و مسکن کافی ندارند.
نابرابری درآمد ملی با میزان شیوع اسکیزوفرنیا رابطه مثبت دارد.

## انسجام اجتماعی
تحقیقات نشان می‌دهد که یک رابطه معکوس بین نابرابری درآمد و انسجام اجتماعی وجود دارد. در جوامع مساوی تر، مردم بیشتر محتمل هستند به یکدیگر اعتماد کنند، اندازه‌گیری سرمایه اجتماعی (مزایای حسن نیت، همبستگی، همدردی متقابل و همبستگی اجتماعی میان گروه‌هایی که یک واحد اجتماعی را تشکیل می‌دهند) نشان می‌دهد مشارکت جامعه بیشتر است و میزان قتل همواره پایین‌تر است.
مقایسه نتایج از سؤال "آیا دیگران می‌توانند از شما سود ببرند اگر آن‌ها فرصت وشانسی بگیرند؟" در بررسی اجتماعی ایالات متحده آمریکا و آمارهایی بر نابرابری درآمد، اریک Uslaner و میچل براون دریافتند که همبستگی بالا بین میزان اعتماد به جامعه و مقدار برابری درآمد وجود دارد. یک مقاله سال ۲۰۰۸ از جانب اندرسن و فتنر، ارتباطی قوی میان نابرابری اقتصادی در داخل و بین کشورها و تحمل به ۳۵ دموکراسی پیدا کرد. در دو تحقیق، رابرت پاتنم ارتباط میان سرمایه اجتماعی و نابرابری اقتصادی منتشر می‌کند. مهم‌ترین مطالعاتش این ارتباطات را در ایالات متحده و ایتالیا منتشر کرد. توضیحش برای این رابطه این است که

جامعه و برابری به‌طور متقابل تقویت می‌کنند … سرمایه اجتماعی و نابرابری اقتصادی در طول قرن بیستم از هم پاشیده‌اند. از لحاظ توزیع ثروت و درآمد، آمریکا در دهه‌های ۱۹۵۰ و ۱۹۶۰ نسبت به آنچه بیش از یک قرن داشت، برابر تر است… رکورد بالا برابری و سرمایه اجتماعی همخوانی دارد. برعکس، سومین قرن بیستم، زمان افزایش نابرابری و نابودی سرمایه اجتماعی بود … زمانبندی دو روند قابل توجه است: جایی در حدود سالهای ۱۹۶۵–۷۰ آمریکا، البته تغییر کرد و هم‌زمان شروع شد از لحاظ اقتصادی کمتری به همان خوبی با لحاظ اجتماعی و سیاسی کمتری که با هم ارتباط دارند.
آلبرت لارسن این توضیح را با بررسی مقایسه‌ای از افزایش اعتماد در دانمارک و سوئد در بخش دوم قرن بیستم در حالی که در ایالات متحده و انگلستان کاهش یافته‌است، پیشرفت داده‌است. استدلال می‌شود که سطح نابرابری بر نحوه اطمینان شهروندی از شهروندان دیگر تأثیر می‌گذارد. در این مدل، اعتماد اجتماعی در مورد روابط با افرادی که شما ملاقات می‌کنید (مانند مدل پاتنام) نیست، بلکه دربارهٔ افرادی است که تصور می‌کنید.
اقتصاددان جوزف استیگلیتز استدلال کرده‌است که نابرابری اقتصادی منجر به عدم اعتماد به کسب و کار و دولت شده‌است

## جرم
نرخ جرم و جنایت نیز نشان داده شده‌است که با نابرابری در جامعه همبستگی دارد. اکثر مطالعاتی که به دنبال رابطه هستند، بر قتل‌ها متمرکز شده‌اند؛ زیرا قتل‌ها تقریباً در همه کشورها و حوزه‌های قضایی تقریباً یکسان است. بیش از پنجاه مطالعه انجام شده نشان داده‌است که تمایلات خشونت در جوامع مختلف که تفاوت درآمد بیشتر است، شایع تر است. دالی و همکاران در سال 2001 دریافت که در میان ایالات متحده و استان‌های کانادا ده برابر تفاوت‌ها در نرخهای قتل مرتبط با نابرابری است. آن‌ها تخمین زده‌اند که تقریباً نیمی از همه تغییرات در میزان قتل‌ها را می‌توان با تفاوت‌ها در میزان نابرابری در هر استان یا ایالت تعریف کرد. فاجنزیلبر و همکاران. (در سال ۲۰۰۲) یک رابطه مشابه در سراسرجهان پیدا کرد. در میان نظرات در ادبیات علمی مربوط به رابطه بین قتل و نابرابری، عبارتند از:
- سازگاری مؤثر در تحقیقات بین‌المللی در مورد قتل‌ها این است که ارتباط مثبتی بین نابرابری درآمد و قتل‌ها ایجاد شده‌است.[۹۹]
- نابرابری اقتصادی با وجود فهرست گسترده‌ای از کنترل‌های مفهومی مرتبط، با میزان قتل رابطه مثبت و معنی داری دارد. این واقعیت است که این رابطه پیدا شده‌است با داده‌های اخیر و با استفاده ازهای مختلف اندازه‌گیری نابرابری اقتصادی از پژوهش‌های قبلی نشان می‌دهد که این یافته بسیار قوی است.[۱۰۰]

یک سال ۲۰۱۶ مطالعه کنترل عوامل مختلف از مطالعات قبلی چالش‌های مذکور یافته‌است. مطالعه می‌یابد «شواهد کمی قابل توجهی تجربی ارتباط بین کلی نابرابری و جرم» و «گزارش همبستگی مثبت بین جرم و جنایت خشونت‌آمیز و نابرابری اقتصادی است که تا حد زیادی رانده اقتصادی تبعیض نژادی در سراسر محله به جای درون محله نابرابری».

## مشارکت اجتماعی، فرهنگی و مدنی
نابرابری درآمد بیشتر منجر به کم شدن تمام انواع مشارکت اجتماعی، فرهنگی و مدنی در میان ثروتمندان کمتر شد. هنگامی که نابرابری بالاتر است، فقرا به اشکال کمتری از مشارکت تغییر نمی‌کنند.

## سودآوری، رفاه اقتصادی و بازده توزیع
به دنبال اصل مطلوبیتگرانه برای جستجوی بیشترین سود برای بیشترین تعداد - نابرابری اقتصادی مشکل ساز است. خانه‌ای که کمترین امکانات را برای یک میلیونر به مانند یک خانه تابستانی فراهم می‌کند، نسبت به خانواده بی‌خانمان پنج نفره، نمونه‌ای از کاهش بهره‌وری بازتولیدی در جامعه است که باعث می‌شود که مطلوبیت نهایی ثروت کاهش یابد و بنابراین مجموع مطلوبیت شخصی. یک دلار اضافی که توسط یک فرد فقیر خرج می‌شود، به چیزهایی می‌رساند که برای آن فرد بسیار مفید می‌باشد مانند نیازهای اساسی مانند غذا، آب و مراقبت‌های بهداشتی. در حالی که یک دلار اضافی که توسط شخص خیلی ثروتمندتر خرج می‌شود به احتمال زیاد به کالاهای لوکسی منتهی می‌شود که به آن فردمطلوبیت نسبتاً کمتری می‌دهد؛ بنابراین، مطلوبیت نهایی ثروت هر فرد ("دلار اضافی") کاهش می‌یابد زمانی که شخص ثروتمندتر می‌شود. از این منظر، برای هر مقدار داده شده‌ای از ثروت در جامعه، جامعه‌ای با برابری بیشتر، مطلوبیت کل بالاتری خواهد داشت. برخی از مطالعات شواهدی را برای این نظریه پیدا کرده‌اند و اشاره دارد که در جوامعی که نابرابری کمتر است، رضایت و خوشبختی همه جمعیت در به بالاتر رفتن گرایش دارد.
فیلسوف دیوید اشمیتز استدلال می‌کند که به حداکثر رساندن مجموع مطلوبیت‌های فردی به انگیزه‌های تولید آسیب خواهد رساند.

## تقاضای کل، مصرف و بدهی
محققان محافظه کار استدلال کرده‌اند که نابرابری درآمدی معنی دار نیست زیرا مصرف به جای درآمد باید معیاری برای اندازه‌گیری نابرابری باشد و نابرابری مصرف کمتر از نابرابری درآمد در ایالات متحده است. با توجه به جانسون، اسمیدینگ، و تُری، نابرابری مصرف در سال ۲۰۰۱ در مقایسه با سال ۱۹۸۶، در واقع پایین‌تر بود. این بحث در «رفاه مخفی فقیران» توسط توماس ب. دلسول، روزنامه‌نگار، خلاصه شده‌است. سایر مطالعات نابرابری مصرف را به‌طور چشمگیری کمتر از نابرابری درآمد خانوار پیدا نکرده‌اند و مطالعه CBO دربرداشت اطلاعات مصرف «به اندازه کافی» برای خانوارهای پر درآمد در نظر گرفته نشده‌است در حالیکه چنین کاری برای درآمد انجام گرفته‌است. هرچند که موافق بود که تعداد مصرف خانوارها توزیع برابرتری را از درآمد خانوار نشان می‌دهد.
دیگران اهمیت مصرف بیش از درآمد را متذکر می‌شوند، اشاره می‌کنند که درآمد متوسط و پایین، بیشتر از آنکه به دست آورده باشد مصرف می‌شود، به این دلیل است که آن‌ها یا پس‌انداز کمتری دارند یا بیشتر به پرداخت بدهی‌های خود می‌پردازند. نابرابری درآمد عامل اصلی در افزایش بدهی‌های خانوار است. زمانی که به دست آورندگان درآمدهای بالا قیمت املاک و مستغلات را به مزایده می‌گذارند افرادی که درآمد متوسط به دست می‌آورند در پرداختن بدهی‌های خود بیشتر تعمیق می‌کنند و سعی که که چیزی که به عنوان شیوه زندگی طبقه متوسط شناخته می‌شود حفظ کنند.
راجارام راجان اقتصاددان بانک مرکزی، معتقد است که «نابرابری‌های سیستماتیک اقتصادی در داخل ایالات متحده و در سراسر جهان خطوط خطای عمیق مالی ایجاد کرده‌اند که بحران‌های مالی را بیشتر از گذشته پیش‌بینی کرده‌اند» - بحران مالی ۲۰۰۷–۰۸ آخرین نمونه است. برای جبران رکود و کاهش قدرت خرید، فشار سیاسی برای ایجاد اعتبار ساده‌تر برای افراد دارای درآمد پایین و متوسط - به ویژه برای خرید خانه‌ها - و اعتبار ساده‌تر به‌طور کلی برای حفظ نرخهای پایین بیکاری توسعه یافته‌است.

## انحصار نیروی کار، تحکیم، و ویرایش رقابت
ابرابری درآمد بزرگتر می‌تواند منجر به انحصار نیروی کار شود و کارفرمایان کمتری نیاز به کارگران کمتری داشته باشند. کارفرمایان باقی‌مانده می‌توانند از کمبود نسبی رقابت استفاده کنندکه منجر به انتخاب کمتر مصرف‌کنندگان، سوء استفاده از بازار و قیمت واقعی نسبتاً بالاتر می‌شود.

## انگیزه‌های اقتصادی
برخی از اقتصاددانان بر این باورند که یکی از دلایل اصلی نابرابری ممکن است کاهش یافتن انگیزه‌های اقتصادی باشد به این دلیل است که رفاه مادی و مصرف آشکار با وضعیت مرتبط است. در این دیدگاه، طبقه‌بندی بالا درآمد (نابرابری بالا) مقدار زیادی از طبقه‌بندی اجتماعی را ایجاد می‌کند، که منجر به رقابت بیشتر برای وضعیت می‌شود.
جامعه شناسان مدرن و اقتصاددانان نظیر ژولیت شوور و رابرت فرانک، میزان فعالیت اقتصادی را که تقویت می‌شود توسط توانایی مصرف برای نشان دادن وضعیت اجتماعی مطالعه کرده‌اند. شوور، آمریکایی غریب، استدلال کرد که افزایش نابرابری در دهه ۱۹۸۰ و ۱۹۹۰ به شدت علتی برای افزایش آرمان‌های درآمد، مصرف افزایش یافته، پس‌انداز کاهش یافته و بدهی افزایش یافته‌است.
در کتاب تب لوکس، رابرت ح. فرانک استدلال می‌کند که رضایت از سطوح درآمد، به شدت تحت تأثیر درآمد افراد نسبت به دیگران از نسبت به سطح مطلق آن قرار می‌گیرد.

## رشد اقتصادی

### مطالعات پیش از سال ۲۰۰۰
ررسی ۱۹۹۹ در مجله ادبیات اقتصادی بیان می‌کند که نابرابری بالا باعث کاهش رشد می‌شود، شاید به این دلیل که بی‌ثباتی اجتماعی و سیاسی را افزایش می‌دهد. این مقاله نیز می‌گوید:
چیزی که برای ادبیات رشد غیرمعمول است، مطالعاتی هستند که تمایل دارند تا بگویند که در یافته‌ها اثرات منفی نابرابری بالایی بر رشد بعدی هم رای یا موازی هم می‌باشند. شواهد توسط همه پذیرفته نشده‌اند:برخی نویسندگان اشاره می‌کنند که تمرکز کشورهای ثروتمندتر در انتهای پایین‌تر طیف نابرابری، کیفیت پایین داده‌های توزیع، و عدم استحکام به مشخصات ثابت اثرات. با این وجود، حداقل، ساختن پرونده‌ای که نابرابری برای رشد مناسب است، بسیار سخت است. این به خودی خود یک پیشرفت قابل توجه است. با توجه به شاخصهای داده شده که نابرابری برای رشد اقتصادی مضر است، توجه به مکانیزم‌های احتمالی حرکت کرده‌است… ادبیات به نظر می‌رسد حرکت می‌کند … به سمت بررسی اثرات نابرابری بر نرخ باروری، سرمایه‌گذاری در آموزش و ثبات سیاسی.

یک گزارش بانک جهانی در سال ۱۹۹۲ که در مجله اقتصاد توسعه منتشر شد، گفت: نابرابری:
منفی است و به شدت با رشد همراه است. این نتیجه به شدت وابسته به فرضیه‌های مربوط به هر دو نوع رگرسیون رشد یا اندازه‌گیری نابرابری نیست. اگر چه از لحاظ آماری معنادار است، میزان رابطه بین نابرابری و رشد نسبتاً کوچک است.
ویلیام بایومُل، اقتصاددان نیویورک، دریافت که نابرابری معناداری رشد را تحریک نمی‌کند چرا که فقر تولید نیروی کار را کاهش می‌دهد. اقتصاددانان Dierk Herzer و Sebastian Vollmer دریافتند که نابرابری درآمد افزایش یافته، رشد اقتصادی را کاهش می‌دهد، اما رشد خود به نابرابری درآمد را افزایش می‌دهد.

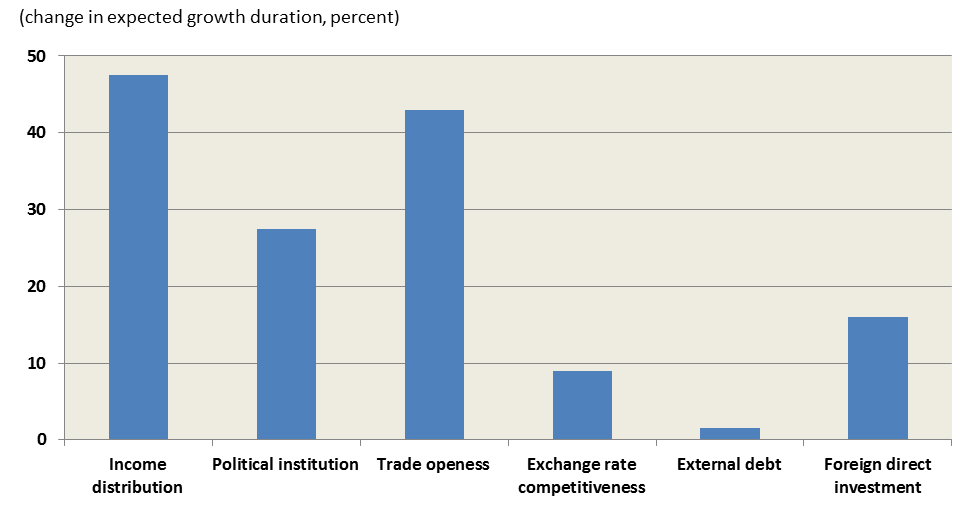
برگ و اُستری از صندوق بین‌المللی پول دریافتند که عوامل مؤثر بر مدت زمان رشد (و نه نرخ رشد) در کشورهای توسعه یافته و در حال توسعه، برابری درآمد از بازاریابی تجاری سودمندتر است، یا سرمایه‌گذاری خارجی.

در سال ۱۹۹۳، گالور و زیرا نشان دادند که نابرابری در وجود نقایص بازار اعتباری، تأثیرات مخرب طولانی مدتی بر شکل‌گیری سرمایه انسانی و توسعه اقتصادی دارد.مطالعه ۱۹۹۶ توسط Perotti کانال‌هایی را بررسی کرد که از طریق آن نابرابری بر رشد اقتصادی ممکن است که تأثیر بگذارد. وی نشان داد که طبق رویکرد نقص بازار اعتباری، نابرابری با سطح پایین‌تر از تشکیل سرمایه انسانی همراه است (آموزش، تجربه و کارآموزی) و سطح بالاتری از باروری، و در نتیجه سطوح پایینتری از رشد؛ و دریافت که نابرابری با سطوح بالاتری از توزیع مجدد مالیات همراه است که با سطوح پایین‌تر رشد از کاهش در پس‌انداز خصوصی و سرمایه‌گذاری همراه است. پروتی نتیجه گرفت که"جوامع برابر تر دارای نرخهای باروری پایینتر و نرخهای بالاتر از سرمایه‌گذاری در آموزش هستند. هر دو در نرخهای بالاتر رشد منعکس می‌شوند. همچنین جوامع بسیار نابرابر تمایل دارند به شرایط ناپایدار از لحاظ سیاسی و اجتماعی، که در نرخ‌های پایینتر سرمایه‌گذاری و در نتیجه رشد منعکس شده‌است. "
حقیقات اقتصاددان هاروارد رابرت بارو، نشان داد که «رابطه کمی بین نابرابری درآمد و نرخهای رشد و سرمایه‌گذاری وجود دارد». با توجه به کار Barro در سال‌های ۱۹۹۹ و ۲۰۰۰، سطح بالای نابرابری رشد را در کشورهای نسبتاً فقیر کاهش می‌دهد، اما رشد را در کشورهای ثروتمند تشویق و تحریک می‌کند.مطالعهٔ سرزمین‌های سوئد بین سال‌های ۱۹۶۰ تا ۲۰۰۰ نشان داد که تأثیر مثبت نابرابری بر رشد با زمان سربسته پنج سال یا کمتر هست، اما بعد از ده سال رابطه وجود ندارد. مطالعات مجموعه‌های بزرگ داده‌ها نشان داد که هیچ رابطه‌ای برای هیچ زمان ثابت سربسته‌ای وجود ندارد و تأثیر منفی بر طول مدت رشد دارد.

### مطالعات پس از سال ۲۰۰۰
طبق اظهارات اقتصاددانان صندوق بین‌المللی پول، نابرابری در ثروت و درآمد با مدت زمان رشد اقتصادی همبستگی منفی دارد (نه نرخ رشد). سطوح بالایی از نابرابری نه تنها مانع از رفاه اقتصادی نمی‌شود، بلکه مانع از کیفیت نهادهای کشور و سطح تحصیلات بالا می‌شود. طبق گفته اقتصاددانان کارکنان صندوق بین‌المللی پول، «اگر سهم درآمد از ۲۰ درصد (ثروتمند) افزایش یابد، رشد تولید ناخالص داخلی عملاً در میان مدت کاهش می‌یابد، و پیشنهاد می‌کند که مزایای آن نادیده گرفته نشود. در مقابل، افزایش سهم درآمد پایین ۲۰ درصدی (فقرا) با رشد تولید ناخالص داخلی بالاتر همراه است. طبقه فقرا و طبقه متوسط برای رشد بیشتر از طریق تعدادی از کانال‌های اقتصادی، اجتماعی و سیاسی وابسته به هم هستند.»
با این حال، کارهای بیشتری انجام شده در سال ۲۰۱۵ توسط Sutirtha Bagchi و Jan Svjnar نشان می‌دهد که تنها نابرابری ناشی از فساد و جنون است که به رشد اقتصادی آسیب می‌رساند. . وقتی که آن‌ها برای این واقعیت که بعضی از نابرابری‌ها از طریق بیلیونرها با استفاده از ارتباطات سیاسی آن‌ها ایجاد می‌شود، کنترل می‌شود، به نظر می‌رسد نابرابری ناشی از نیروهای بازار تأثیری بر رشد ندارد.
مطالعات بر روی نابرابری درآمد و رشد گاهی اوقات شواهدی را تأیید کرد که فرضیه منحنی کوزنتس را نشان می‌دهد که بیان می‌کند که با توسعه اقتصادی، ابتدا نابرابری افزایش می‌یابد و سپس کاهش می‌یابد. اقتصاددان Thomas Piketty این مفهوم را به چالش می‌کشد، ادعا می‌کند که از سال ۱۹۱۴ تا ۱۹۴۵ جنگ‌ها و «شوک‌های سیاسی و اقتصادی خشونت‌آمیز» نابرابری را کاهش داد. علاوه بر این، Piketty استدلال می‌کند که فرضیه «جادویی» منحنی کوزنتس، با تأکید بر توازن رشد اقتصادی در بلند مدت، نمی‌تواند افزایش قابل توجهی در نابرابری اقتصادی در سراسر جهان توسعه یافته از دهه ۱۹۷۰ در نظر بگیرد.

### مکانیسم‌ها
به گفته اقتصاددان Branko Milanovic، در حالی که به‌طور سنتی اقتصاددانان فکر کردند که نابرابری برای رشد خوب بود.
"این دیدگاه که نابرابری درآمد به رشد اقتصادی آسیب می‌زند - یا اینکه برابری بهبود یافته می‌تواند به پایدار شدن رشد کمک کند - در سالهای اخیر به‌طور گسترده‌ای استفاده و نگه داشته شده‌است. دلیل اصلی این تغییر اهمیت فزاینده سرمایه انسانی در توسعه است. هنگامی که سرمایه فیزیکی مهم بود، پس انداز و سرمایه‌گذاری کلیدی بود. سپس مهم بود که یک گروه بزرگ از افراد ثروتمند که بتوانند درآمد بیشتری نسبت به فقرا پس انداز کنند و آن را در سرمایه فیزیکی سرمایه‌گذاری کنند. اما اکنون که سرمایه انسانی کمتر از ماشین آلات است، آموزش گسترده به رشد راز شده‌است. "
زمانی که توزیع درآمد ناهموار است و تمایل به کاهش "شکافهای درآمد بین نیروی کار ماهر و غیر متخصص" دارد، "آموزش جامع در دسترس" در هر دو مورد دشوار است."
به نظر نمی‌رسد مشکلات اقتصادی مستقل بدهی، به سیاست‌های توزیع مجدد در اروپا بستگی داشته باشد. به استثنای ایرلند، کشورهایی که در سال ۲۰۱۱ در معرض خطر پیش‌بینی قرار دارند (یونان، ایتالیا، اسپانیا، پرتغال) برای جینی بالا بود سطح نابرابری درآمد را در مقایسه با سایر کشورهای اروپایی اندازه‌گیری کرد. همان‌طور که توسط شاخص جینی اندازه‌گیری شده بود، یونان در سال ۲۰۰۸ دارای نابرابری درآمد بیشتری نسبت به آلمان از لحاظ اقتصادی بود.

### رشد عادلانه
با در نظر گرفتن نقش مرکزی رشد اقتصادی که می‌تواند به‌طور بالقوه بازی کند در توسعه انسانی، کاهش فقر و دستیابی به اهداف توسعه هزاره، به‌طور گسترده درک می‌شود که در میان جامعه توسعه تلاشهای زیادی باید شود که مشارکت بخشهای فقیتر جامعه را در رشد اقتصادی تضمین کند. تأثیر رشد اقتصادی بر کاهش فقر - انعطاف‌پذیری رشد فقر- می‌تواند به سطح موجود نابرابری بستگی داشته باشد. به عنوان مثال، با نابرابری کم، یک کشور با نرخ رشد ۲ درصدی در سر و ۴۰ در صد از جمعیت آن در فقر زندگی می‌کند، در ده سال فقر می‌تواند به نصف کاهش یابد، اما یک کشور با نابرابری بالا تقریباً ۶۰ سال طول خواهد کشید تا به همان کاهش دست یابد. به گفته دبیرکل سازمان ملل متحد بان کی مون: «در حالی که رشد اقتصادی ضروری است، برای پیشرفت در کاهش فقر کافی نیست.» سیاست رقابت در نظر گرفته شده که با استفاده از جلوگیری کردن از شرکتهایی که از قدرت بازار سوء استفاده می‌کنند، به رشد فراگیر کمک کند.

## مسکن
در بسیاری از کشورهای فقیر و در حال توسعه بیشتر زمین و مسکن در خارج از سیستم ثبت نام مالکیت رسمی و قانونی برگزار می‌شود. خیلی از اموال ثبت نشده در قالب غیررسمی از طریق انجمنهای مختلف و ترتیبات دیگر برگزار می‌شود. دلایل مالکیت بیش از حد قانونی شامل خط قرمز اداری فرعی در خرید ملک و ساخت و ساز است؛ در برخی از کشورها می‌توان بیش از ۲۰۰ مرحله و تا ۱۴ سال برای ساخت زمین‌های دولتی انجام داد. از دیگر عللی که مالکیت بیش از حد قانونی شکست می‌خورد این است که اسناد معامله را تأیید نکنند یا اسناد معامله تأیید می‌کنند ولی در نمایندگی رسمی ثبت نمی‌کنند.
کنترل اجاره در برزیل به‌طور چشمگیری درصد مسکن قانونی را نسبت به مسکن غیرقانونی کاهش داد، که عرضه بسیار بهتری برای تعادل تقاضا داشت.
تعدادی از محققان (دیوید روددا، جاکوب ویکدور و جاننا ماتلاک) استدلال می‌کنند که کمبود مسکن ارزان قیمت - حداقل در آمریکا - قسمتی از آن ناشی از نابرابری درآمد است. دیوید رودا اشاره کرد که از سال ۱۹۸۴ و ۱۹۹۱، تعداد واحدهای اجاره‌ای با کیفیت به دلیل افزایش تقاضا برای مسکن با کیفیت بالا کاهش یافت. رأی مثال، در شرق نیویورک، از طریق جابه جایی محله‌های قدیمی تر، قیمت اجاره به سرعت افزایش یافت، زیرا صاحبخانه‌ها ساکنان جدیدی را که تمایل به پرداخت نرخ بالای بازار برای مسکن داشتند، پیدا کردند و خانواده‌های با درآمد پایینتر را بدون واحدهای اجاره‌ای رفتند (درآوردند).

## فقر
آکسفام ادعا می‌کند که بدتر شدن نابرابری مانع مبارزه با فقر جهانی می‌شود. گزارش سال ۲۰۱۳ از گروه اعلام کرد که ۲۴۰ میلیارد دلار اضافه شده به ثروت ثروتمندترین میلیاردرها در سال ۲۰۱۲ به اندازه کافی بود تا چهار برابر فقر شدید را به پایان برساند. جرمی هابز، مدیر اجرایی آکسفام، گفت: «ما دیگر نمی‌توانیم تظاهر کنیم که ایجاد ثروت برای چند نفر به ناچار به نفع بسیاری خواهد بود. اغلب این معکوس درست است.»
جاراد برنشتاین و الیس گولد از مؤسسه سیاست اقتصادی پیشنهاد می‌کنند که اگر نابرابری در چند دهه گذشته افزایش نیافته باشد، فقر در ایالات متحده می‌تواند به میزان قابل توجهی کاهش یابد.

## محیط زیست
هرچه نابرابری اقتصادی کوچکتر باشد، زباله و آلودگی بیشتر ایجاد می‌شود و در بسیاری موارد سبب تخریب بیشتر محیط زیست می‌شود. ین را می‌توان با این واقعیت توضیح داد که زمانی که مردم فقیر در جامعه ثروتمند تر شوند، انتشار سالانه کربن خود را افزایش می‌دهند. ین رابطه توسط منحنی محیط زیست کوزنتس بیان شده‌است. لازم است ذکر شود که در اینجا، با این وجود، در موارد خاص، با نابرابری اقتصادی بزرگ، هنوز اتلاف و آلودگی ایجاد نشده‌است زیرا دفع زباله / آلودگی پس از آن پاکسازی می‌شود (تصفیه آب، فیلتر کردن، ...). همچنین توجه داشته باشید که تمام افزایش در تخریب محیط زیست، نتیجه افزایش انتشار توسط هر فرد است که که در یک ضریب فزاینده ضرب می‌شود. با این حال، اگر افراد کمتری وجود داشته باشد، این ضریب فزاینده کمتر خواهد بود و بنابراین میزان تخریب محیطی نیز پایین خواهد بود. به همین ترتیب، سطح بالای جمعیت فعلی تأثیر زیادی بر این می‌گذارد.

## نفوذ سیاسی
در سال ۲۰۱۵، یک مطالعه از سوی لختین و واس پیشنهاد کرد که تحرک اجتماعی پایین موجب کاهش مشارکت در میان طبقات پایین‌تر می‌شود.

## جنگ، تروریسم و بی‌ثباتی سیاسی
یک مطالعه نشان می‌دهد که نابرابری درآمد، بی‌ثباتی سیاسی را افزایش می‌دهد: «جوامع نابرابر بیشتر از لحاظ سیاسی ناپایدار هستند». یک مطالعه ۲۰۱۶ نشان می‌دهد که نابرابری بین منطقه‌ای تروریسم را افزایش می‌دهد یکی دیگر از مطالعات ۲۰۱۶ نشان می‌دهد که نابرابری میان طبقات اجتماعی احتمال وقوع کودتا، اما نه جنگ داخلی را افزایش می‌دهد. فقدان اطلاعات قابل اطمینان، مطالعه ارتباط بین نابرابری و خشونت سیاسی را دشوار می‌سازد.

## پاسخ‌های سیاستی در نظر گرفته شده برای کاهش آن
هیچ کسب و کاری که بستگی به وجود بر پرداخت کمتر از دستمزد زندگی به کارگران آن داشته باشد، حق ندارد در این کشور ادامه دهد.

پرزیدنت فرانکلین دلانو روزولت، 1933
یک مطالعه OECD 2011، یکسری پیشنهاد به کشورهای عضو خود می‌دهد که شامل می‌شود:
- سیاست‌های حمایت از درآمد خوب.
- تسهیل و تشویق دسترسی به اشتغال.
- آموزش بهتر در زمینه شغلی برای آموزش کارکنان با مهارت پایین، به افزایش توان بالقوه تولید و درآمدهای آینده کمک می‌کند. دسترسی بهتر به آموزش رسمی.

مالیات تصاعدی، نابرابری درآمد مطلق را کاهش می‌دهد، هنگامی که نرخ‌های بالاتر بر افراد پردرآمد پرداخت می‌شود و هیچگونه فرار مالیاتی صورت نگیرد، و انتقال پرداختهاو شبکه‌های ایمنی اجتماعی در نتیجه هزینه‌های تصاعدی دولت می‌شود.
قانون میزان حقوق و دستمزد نیز به عنوان وسیله‌ای برای کاهش نابرابری درآمد هدف‌گذاری شده‌است. OECDادعا می‌کند که هزینه‌های عمومی برای کاهش شکاف ثروت در حال افزایش ضروری است.
اقتصاددانان امانوئل سعز و توماس Piketty پیشنهاد دادند نرخهای نهایی مالیاتی بالاتری بر ثروت، تا ۵۰ درصد، یا ۷۰ درصد یا حتی ۹۰ درصد. رالف نادر، جفری ساکس، جبهه متحد علیه ریاضت اقتصادی، از جمله دیگر افراد خواستار مالیات معاملات مالی (که شناخته می‌شود به عنوان مالیات رابین هود) برای تقویت شبکه امنیت اجتماعی و بخش عمومی هستند.
پاسخ‌های سیاست عمومی در مورد علل و اثرات نابرابری درآمد در ایالات متحده عبارتند از:تعدیلات پیشگیرانه مالیات تصاعدی، تقویت مقررات ایمنی اجتماعی مانند کمک به خانواده‌ها با کودکان وابسته، رفاه، خدمات اجتماعی، سازماندهی گروه‌های علاقه‌مند به جامعه، افزایش و اصلاح یارانه‌های تحصیلات عالی، افزایش هزینه‌های زیربنایی و محدود کردن و پرداخت مالیات برای اجاره بها.

## عوامل کاهش دهنده
کشورهای دارای مجلس قانون‌گذار چپ دارای سطوح پایین‌تر نابرابری هستند. بسیاری از عوامل نابرابری اقتصادی را محدود می‌کنند - آن‌ها ممکن است به دو دسته تقسیم شوند:دولت حمایت مالی کرد و بازار رانده شده‌است. شایستگی نسبی و اثربخشی هر رویکرد، موضوع بحث است.
ابتکارات دولت عادی برای کاهش نابرابری اقتصادی عبارتند از:
- آموزش عمومی: افزایش عرضه نیروی کار ماهر و کاهش نابرابری درآمد ناشی از اختلافات آموزشی.[۱۷۵]
- مالیات بر ثروت: ثروتمندان نسبتاً بیشتر از فقرا مالیات دارند. کاهش میزان نابرابری درآمد در جامعه اگر تغییر در مالیات باعث تغییر در درآمد نشود.[۱۷۶]

نیروهای بازار خارج از مداخله دولت که می‌توانند نابرابری اقتصادی را کاهش دهند عبارتند از:
- مایل به خرج کردن: با افزایش ثروت و درآمد، فرد ممکن است بیشتر خرج کند. در یک مثال فوق‌العاده، اگر فردی همه چیز را در اختیار داشته باشد، بلافاصله باید مردم را برای حفظ ویژگی‌های خود استخدام کنند، در نتیجه باعث کاهش تمرکز ثروت می‌شود.[۱۷۷]